# Calciatori della Società Sportiva Calcio Napoli
In questa voce sono riportate informazione sui calciatori della Società Sportiva Calcio Napoli, società calcistica italiana con sede a Napoli.

## Capitani
La figura del capitano venne introdotta nel calcio italiano agli inizi degli anni venti. 
Il primo capitano della squadra partenopea fu il brasiliano naturalizzato italiano Paulo Innocenti, la fascia è stata indossata da altri due oriundi, Attila Sallustro e Bruno Pesaola. A parte i due argentini Diego Armando Maradona, Roberto Ayala e lo slovacco Marek Hamšík, i restanti capitani sono tutti di nazionalità italiana.
Il periodo più lungo con la fascia di capitano della squadra azzurra è stato quello di Antonio Juliano, con dodici stagioni tra 1966 e 1978.
Al 2022, 28 calciatori hanno ricoperto tale ruolo ufficialmente.
L'attuale capitano è Giovanni Di Lorenzo.
Lista aggiornata al 10 Novembre 2024.
| Calciatore             | Ruolo | Stagioni al club      | Stagioni da capitano      | Presenze | Reti |
| ---------------------- | ----- | --------------------- | ------------------------- | -------- | ---- |
| Paulo Innocenti        | D     | 1926-1937             | 1926-1933 (7)             | 213      | 6    |
| Attila Sallustro       | A     | 1926-1937             | 1933-1937 (4)             | 266      | 108  |
| Carlo Buscaglia        | C     | 1928-1938             | 1937-1938 (1)             | 270      | 41   |
| Arnaldo Sentimenti     | P     | 1934-1943 e 1945-1948 | 1938-1943 e 1945-1948 (8) | 235      | -297 |
| Egidio Di Costanzo     | C     | 1941-1943 e 1945-1951 | 1948-1951 (3)             | 153      | 7    |
| Amedeo Amadei          | A     | 1950-1956             | 1951-1953 (2)             | 171      | 47   |
| Bruno Pesaola          | C     | 1952-1960             | 1953-1960 (7)             | 253      | 27   |
| Ottavio Bugatti        | P     | 1953-1961             | 1960-1961 (1)             | 261      | -334 |
| Pierluigi Ronzon       | D     | 1961-1967             | 1961-1966 (5)             | 227      | 15   |
| Antonio Juliano        | C     | 1962-1978             | 1966-1978 (12)            | 505      | 38   |
| Giuseppe Bruscolotti   | D     | 1972-1988             | 1978-1980 e 1983-1986 (5) | 511      | 11   |
| Claudio Vinazzani      | C     | 1976-1983             | 1980-1983 (3)             | 253      | 5    |
| Diego Armando Maradona | A     | 1984-1991             | 1986-1991 (5)             | 259      | 115  |
| Ciro Ferrara           | D     | 1984-1994             | 1991-1994 (3)             | 322      | 15   |
| Roberto Bordin         | D     | 1993-1997             | 1994-1997 (3)             | 122      | 0    |
| Roberto Ayala          | D     | 1995-1998             | 1997-1998 (1)             | 96       | 1    |
| Giuseppe Taglialatela  | P     | 1990-1991 e 1993-1999 | 1998-1999 (1)             | 203      | -257 |
| Francesco Baldini      | D     | 1995-2001 e 2002-2003 | 1999-2001 (2)             | 195      | 2    |
| Oscar Magoni           | C     | 1999-2002             | 2001-2002 (1)             | 127      | 6    |
| Roberto Stellone       | A     | 1999-2003             | 2002-2003 (1)             | 102      | 33   |
| Dario Marcolin         | C     | 2003-2004             | 2003-2004 (1)             | 47       | 0    |
| Gennaro Scarlato       | D     | 1996-2000 e 2004-2005 | 2004-2005 (1)             | 78       | 4    |
| Francesco Montervino   | C     | 2003-2004 e 2004-2009 | 2005-2006 (1)             | 166      | 6    |
| Gennaro Iezzo          | P     | 2005-2011             | 2006-2007 (1)             | 119      | -96  |
| Paolo Cannavaro        | D     | 1998-1999 e 2006-2014 | 2007-2014 (7)             | 278      | 9    |
| Marek Hamšík           | CA    | 2007-2019             | 2014-2019 (5)             | 520      | 121  |
| Lorenzo Insigne        | A     | 2009-2010 e 2012-2022 | 2019-2022 (4)             | 434      | 122  |
| Giovanni Di Lorenzo    | D     | 2019-attuale          | 2022-attuale (4)          | 270      | 18   |

## Maglie ritirate
- Diego Armando Maradona, 10

Il Napoli nell'estate del 2000 ritirò la maglia n. 10 appartenuta a Diego Armando Maradona dal 1984 al 1991, come tributo alla sua classe e al notevole contributo offerto in sette stagioni con la casacca partenopea.
Tuttavia, per motivi regolamentari, il numero venne ristampato sulle maglie azzurre dal 2004 al 2006 in Serie C1, torneo dove all'epoca vigeva la vecchia numerazione dall'1 all'11. Va al calciatore argentino Roberto Carlos Sosa il primato di essere stato l'ultimo a indossare la 10 al San Paolo e contemporaneamente a segnare, nella gara contro il Frosinone del 30 aprile 2006.

## Record

### Classifica assoluta presenze e reti in partite ufficiali
Dati aggiornati al 23 maggio 2025. In grassetto i giocatori in attività e nella rosa del Napoli.
| Record di presenze nel Napoli 1. Marek Hamšík - 520 (12 stagioni) 2. Giuseppe Bruscolotti - 511 (16 stagioni) 3. Antonio Juliano - 505 (17 stagioni) 4. Lorenzo Insigne - 434 (11 stagioni) 5. Dries Mertens - 397 (9 stagioni) 6. Moreno Ferrario - 396 (11 stagioni) 7. Piotr Zieliński 364 (8 stagioni) 8. José María Callejón - 349 (7 stagioni) 9. Ciro Ferrara - 322 (10 stagioni) 10. Kalidou Koulibaly 317 (8 stagioni) 11. Christian Maggio - 308 (10 stagioni) 12. Paolo Cannavaro - 278 (9 stagioni) 13. Bruno Gramaglia - 275 (11 stagioni) 14. Carlo Buscaglia - 270 (10 stagioni) 15. Giovanni Di Lorenzo 270 (7 stagioni) 16. Attila Sallustro - 266 (11 stagioni) 17. Luigi Pogliana - 263 (10 stagioni) 18. Dino Panzanato - 262 (9 stagioni) 19. Ottavio Bugatti - 261 (8 stagioni) 20. Luciano Castellini - 259 (7 stagioni) 21. Diego Armando Maradona - 259 (7 stagioni) 22. Mario Zurlini - 254 (10 stagioni) 23. Cané - 253 (10 stagioni) 24. Bruno Pesaola - 253 (8 stagioni) 25. Claudio Vinazzani - 253 (7 stagioni) 26. Luciano Comaschi - 251 (9 stagioni) 27. Giovanni Francini - 250 (7 stagioni) 28. Fernando De Napoli - 242 (6 stagioni) 29. Raúl Albiol 236 (6 stagioni) 30. Arnaldo Sentimenti - 235 (12 stagioni) 31. Walter Gargano - 235 (6 stagioni) 32. José Altafini - 234 (7 stagioni) 33. Matteo Politano 233 (7 stagioni) 34. Giancarlo Corradini - 230 (6 stagioni) 35. Mario Pretto - 229 (10 stagioni) 36. Pierluigi Ronzon - 227 (6 stagioni) 37. Mario Rui 227 (7 stagioni) 38. Antonio Girardo - 224 (8 stagioni) 39. Elseid Hysaj - 223 (6 stagioni) 40. Careca - 221 (6 stagioni) | Record di gol nel Napoli 1. Dries Mertens - 148 (9 stagioni) 2. Lorenzo Insigne - 122 (11 stagioni) 3. Marek Hamšík - 121 (12 stagioni) 4. Diego Armando Maradona - 115 (7 stagioni) 5. Attila Sallustro - 108 (11 stagioni) 6. Edinson Cavani - 104 (3 stagioni) 7. Antonio Vojak - 103 (6 stagioni) 8. José Altafini - 97 (7 stagioni) 9. Careca - 96 (6 stagioni) 10. Gonzalo Higuaín - 91 (3 stagioni) 11. José María Callejón - 82 (7 stagioni) 12. Giuseppe Savoldi - 77 (4 stagioni) 13. Victor Osimhen 76 (4 stagioni) 14. Cané - 70 (10 stagioni) 15. Luís Vinício - 70 (5 stagioni) 16. Hasse Jeppson - 52 (4 stagioni) 17. Piotr Zieliński 51 (8 stagioni) 18. Ezequiel Lavezzi - 48 (5 stagioni) 19. Arkadiusz Milik 48 (4 stagioni) 20. Amedeo Amadei - 47 (6 stagioni) 21. Andrea Carnevale - 47 (4 stagioni) 22. Umberto Busani - 46 (6 stagioni) 23. Emanuele Calaiò - 44 (5 stagioni) 24. Carlo Buscaglia - 41 (10 stagioni) 25. Claudio Pellegrini - 41 (5 stagioni) 26. Giancarlo Vitali - 41 (5 stagioni) 27. Naim Krieziu - 40 (5 stagioni) 28. Daniel Fonseca - 39 (2 stagioni) 29. Antonio Juliano - 38 (16 stagioni) 30. Bruno Giordano - 37 (3 stagioni) 31. Beniamino Di Giacomo - 36 (4 stagioni) 32. Giuseppe Massa - 36 (4 stagioni) 33. Gianfranco Zola - 36 (4 stagioni) 34. Giorgio Braglia - 35 (3 stagioni) 35. Giovanni Venditto - 34 (10 stagioni) 36. Matteo Politano 34 (7 stagioni) |

| Presenze in Serie A (Girone Unico) 1. Marek Hamšík 408 2. Giuseppe Bruscolotti 387 3. Antonio Juliano 355 4. Lorenzo Insigne 337 5. Moreno Ferrario 310 6. Dries Mertens 295 7. Piotr Zieliński 281 8. Ottavio Bugatti 256 9. José María Callejón 255 10. Ciro Ferrara 247 11. Luciano Comaschi 241 12. Bruno Pesaola 240 13. Carlo Buscaglia 237 14. Kalidou Koulibaly 236 15. Christian Maggio 233 | Goleador in Serie A (Girone Unico) 1. Dries Mertens 113 2. Antonio Vojak 102 3. Marek Hamšík 100 4. Lorenzo Insigne 96 5. Diego Armando Maradona 81 6. Edinson Cavani 78 7. Attila Sallustro 78 8. Careca 73 9. José Altafini 71 10. Gonzalo Higuaín 71 11. Luís Vinício 69 12. Victor Osimhen 65 13. José María Callejón 64 |

| Presenze in campionato 1. Marek Hamšík 408 2. Antonio Juliano 394 3. Giuseppe Bruscolotti 387 4. Lorenzo Insigne 337 5. Moreno Ferrario 310 6. Dries Mertens 295 7. Piotr Zieliński 281 8. Bruno Gramaglia 273 9. Carlo Buscaglia 261 10. Attila Sallustro 258 11. Ottavio Bugatti 256 12. José María Callejón 255 13. Ciro Ferrara 247 14. Luciano Comaschi 241 | Goleador in campionato 1. Dries Mertens 113 2. Attila Sallustro 106 3. Antonio Vojak 102 4. Marek Hamšík 100 5. Lorenzo Insigne 96 6. Diego Armando Maradona 81 7. Edinson Cavani 78 8. Careca 73 9. José Altafini 71 10. Gonzalo Higuaín 71 11. Luís Vinício 69 |

| Presenze nelle Coppe nazionali (Coppa Italia e Supercoppa) 1. Giuseppe Bruscolotti 96 2. Antonio Juliano 72 3. Moreno Ferrario 70 4. Luigi Pogliana 48 5. Ciro Ferrara 47 6. Diego Armando Maradona 46 7. Claudio Vinazzani 45 8. Luciano Castellini 44 9. Fernando De Napoli 43 10. Giovanni Francini 42 | Goleador nelle Coppe nazionali (Coppa Italia e Supercoppa) 1. Diego Armando Maradona 29 2. Giuseppe Savoldi 19 3. Careca 15 4. Bruno Giordano 14 5. Andrea Carnevale 12 6. José Altafini 11 7. Antonio Juliano 10 8. Giorgio Braglia 9 9. Giuseppe Massa 8 Claudio Pellegrini 8 Lorenzo Insigne 8 |

| Presenze in Competizioni UEFA 1. Marek Hamšík 80 2. Dries Mertens 79 3. Lorenzo Insigne 73 4. José María Callejón 69 5. Kalidou Koulibaly 64 6. Piotr Zieliński 64 7. Christian Maggio 53 8. Faouzi Ghoulam 45 9. Raúl Albiol 44 10. Allan Marques Loureiro 42 11. Mario Rui 42 12. Alex Meret 42 Giovanni Di Lorenzo 42 13. Eljif Elmas 34 14. Gökhan Inler 33 15. José Manuel Reina 32 Fabián Ruiz 32 16. Matteo Politano 32 17. Elseid Hysaj 31 18. Gonzalo Higuaín 30 19. Walter Gargano 29 20. Ciro Ferrara 28 Hirving Lozano 28 21. Giuseppe Bruscolotti 26 Juan Camilo Zúñiga 26 22. Stanislav Lobotka 26 | Goleador in Competizioni UEFA 1. Dries Mertens 28 2. Edinson Cavani 19 3. Lorenzo Insigne 18 4. Marek Hamšík 16 5. Gonzalo Higuaín 15 6. Piotr Zieliński 13 7. José María Callejón 12 8. Victor Osimhen 11 9. Arkadiusz Milik 9 10. Careca 8 11. Manolo Gabbiadini 7 12. Daniel Fonseca 6 13. Diego Armando Maradona 5 Ezequiel Lavezzi 5 Giacomo Raspadori 5 Matteo Politano 5 Giovanni Simeone 5 14. Andrea Carnevale 4 Jonathan de Guzmán 4 Gökhan Inler 4 Giuseppe Massa 4 Duván Zapata 4 Adam Ounas 4 Eljif Elmas 4 Hirving Lozano 4 |

| Presenze in tutte le coppe europee 1. Marek Hamšík 80 2. Dries Mertens 79 3. Lorenzo Insigne 73 4. José María Callejón 69 5. Kalidou Koulibaly 64 6. Piotr Zieliński 64 7. Christian Maggio 53 8. Faouzi Ghoulam 45 9. Raúl Albiol 44 10. Allan Marques Loureiro 42 11. Mario Rui 42 12. Alex Meret 42 13. Giovanni Di Lorenzo 42 14. Antonio Juliano 39 15. Eljif Elmas 34 16. Gökhan Inler 33 17. Dino Panzanato 32 18. José Manuel Reina 32 19. Fabián Ruiz 32 20. Matteo Politano 32 21. Elseid Hysaj 31 22. Gonzalo Higuaín 30 23. Vincenzo Montefusco 30 24. Walter Gargano 29 | Goleador in tutte le coppe europee 1. Dries Mertens 28 2. Edinson Cavani 19 3. Lorenzo Insigne 18 4. Marek Hamšík 16 5. Gonzalo Higuaín 15 6. José Altafini 15 7. Piotr Zieliński 13 8. José María Callejón 12 9. Victor Osimhen 11 10. Cané 10 11. Arkadiusz Milik 9 12. Careca 8 13. Paolo Barison 7 14. Manolo Gabbiadini 7 15. Daniel Fonseca 6 |

### Capocannonieri per singola stagione

#### In competizioni nazionali
Fino a giugno 2023, sono quattro i giocatori che hanno vinto la classifica dei marcatori del campionato di Serie A quando vestivano la maglia del Napoli.
Il miglior marcatore del Napoli in un campionato a girone unico è stato Gonzalo Higuaín, con 36 gol in 35 gare nel campionato 2015-2016.
Il club napoletano, insieme alla Fiorentina, annovera il maggior numero di capocannonieri della Coppa Italia per numero di giocatori (9).
| Nel Campionato italiano - Campionato di Serie A: 1. Diego Armando Maradona: 15 (1987-1988) 2. Edinson Cavani: 29 (2012-2013) 3. Gonzalo Higuaín: 36 (2015-2016) 4. Victor Osimhen: 26 (2022-2023) | In serie C1 1. Emanuele Calaiò: 18 (2005-2006) | In Coppa Italia 1. Glauco Gilardoni: 3 (1961-1962) 2. Cané: 3 (1964-1965) 3. Giuseppe Savoldi: 12 (1977-1978) 4. Giuseppe Damiani: 6 (1979-1980) 5. Bruno Giordano: 10 (1986-1987) 6. Diego Armando Maradona: 8 (1987-1988) 7. Edinson Cavani: 5 (2011-2012) 8. Lorenzo Insigne e José María Callejón: 3 (2013-2014) |

Fonte:
(EN) Giocatori: Capocannonieri della Serie A, su rsssf.com, The Record Sport Soccer Statistics Foundation. URL consultato il 4 gennaio 2009.
(EN) Giocatori: Capocannonieri della Coppa Italia, su rsssf.com, The Record Sport Soccer Statistics Foundation. URL consultato il 4 gennaio 2009.

### Record anagrafici
- Giocatore più giovane a disputare una partita: 
Diego Franzese, 16 anni, 7 mesi e 10 giorni in Napoli-Torino (1 maggio 1932).[50]
- Giocatore più vecchio a disputare una partita: 
Massimo Carrera, 40 anni, 1 mese e 21 giorni in AlbinoLeffe-Napoli (12 giugno 2004)
- Giocatore più giovane a segnare una rete: 
 Vincenzo Montefusco, 17 anni, 9 mesi e 15 giorni in Genoa-Napoli (10 febbraio 1963)[51]
- Giocatore più vecchio a segnare una rete: 
 Kurt Hamrin, 36 anni, 2 mesi e 5 giorni in Napoli-Catania (24 gennaio 1971)[52]

### Altri record individuali
- Plurimarcatori
  - Miglior marcatore in una gara di Divisione Nazionale: Attila Sallustro, 5 reti in Napoli-Reggiana 6-2 (12 maggio 1929), nella Stagione 1928-1929.[53]
  - Miglior marcatore in una gara di Serie A: Hasse Jeppson, 4 reti in Napoli-Atalanta 6-3 (27 settembre 1953), nella stagione 1953-1954.[54]Luís Vinício, 4 reti in Palermo-Napoli 1-4 (9 giugno 1957), nella stagione 1956-1957.[55]Giuseppe Savoldi, 4 reti in Napoli-Foggia 5-0 (18 dicembre 1977), nella Stagione 1977-1978.[56] Dries Mertens, 4 reti in Napoli-Torino 5-3 (18 dicembre 2016), nella stagione 2016-2017.
  - Miglior marcatore in una gara di Coppa Italia: Giuseppe Savoldi, 4 reti in Napoli-Juventus 5-0 nella Coppa Italia del 1977-1978.
  - Miglior marcatore in una gara europea: Daniel Fonseca, 5 reti in Valencia-Napoli 1-5 (16 settembre 1992), nella Coppa UEFA 1992-1993.

## Calciatori premiati

### A livello nazionale
| Guerin d'oro * 1. Roberto Filippi: 1978-1979 2. Luciano Castellini: 1979-1980 3. Ruud Krol: 1980-1981 4. Diego Armando Maradona: 1984-1985 5. Edinson Cavani: 2012-2013 | Pallone d'argento ** 1. Morgan De Sanctis: 2009-2010 | Oscar del Calcio AIC *** Categorie vigenti: - Squadra dell'anno (dal 2011): - Difensori: 1. Christian Maggio: 2011; 2012; 2013 2. Kalidou Koulibaly: 2016; 2017; 2018; 2019 3. Giovanni Di Lorenzo: 2022; 2023 4. Kim Min-jae: 2023 - Centrocampisti: 1. Marek Hamšík: 2011; 2016; 2017 2. Stanislav Lobotka: 2023 - Attaccanti: 1. Edinson Cavani: 2011; 2012; 2013 2. Gonzalo Higuaín: 2014; 2016 3. Dries Mertens: 2017 4. Victor Osimhen: 2023 5. Khvicha K'varatskhelia: 2023 Categorie scomparse: - Migliore giovane: 1. Marek Hamšík: 2008 - Giocatore più amato: 1. Edinson Cavani: 2010 |

| MVP del mese AIC ******* 1. Victor Osimhen: Settembre 2021; Febbraio 2023 2. Khvicha K'varatskhelia: Agosto 2022; Marzo 2023; Maggio 2024 3. Matteo Politano: Aprile 2024 | Migliore calciatore assoluto AIC 1. Khvicha K'varatskhelia: 2022/2023 |

| Premi Lega Serie A **** - Miglior difensore: 1. Kalidou Koulibaly: 2018/19 2. Kim Min-jae: 2022/23 - Miglior Under 23: 1. Victor Osimhen: 2021/22 - Miglior attaccante: 1. Victor Osimhen: 2022/23 - MVP - Migliore in assoluto: 1. Khvicha K'varatskhelia: 2022/23 2. Scott McTominay: 2024/25 | Italian Sport Awards ***** Categorie vigenti: - Miglior portiere: 1. Alex Meret: 2018/19 - Miglior terzino destro: 1. Giovanni Di Lorenzo: 2018/19 - Miglior ala sinistra: 1. Lorenzo Insigne: 2018/19 - Miglior calciatore dell'anno: 1. Lorenzo Insigne: 2017/18 - Premio speciale: 1. Christian Maggio: 2017/18 | Serie A Player of the Month ****** 1. Lorenzo Insigne: Marzo 2021 2. Kalidou Koulibaly: Settembre 2021 3. Victor Osimhen: Marzo 2022; Gennaio 2023 4. Khvicha K'varatskhelia: Agosto 2022; Febbraio 2023; Marzo 2023; Settembre 2024 5. Kim Min-jae: Settembre 2022 6. André-Frank Anguissa: Gennaio 2025 7. Scott McTominay: Aprile 2025 |

| Serie A Goal of the Month ******** 1. Victor Osimhen: Gennaio 2023 2. Khvicha K'varatskhelia: Marzo 2023 3. Matteo Politano: Aprile 2024 4. Khvicha K'varatskhelia: Maggio 2024 5. Scott McTominay: Maggio 2025 | Serie A Goal of the Year 1. Khvicha K'varatskhelia: 2022/2023 |

(*) Trofeo istituito dalla rivista Guerin Sportivo nel 1976 al miglior calciatore della Serie A.

(**) Trofeo istituito dall'Unione Stampa Sportiva Italiana (USSI) nel 2000 e assegnato a un calciatore della Serie A in base sia ai meriti sportivi sia per le qualità morali mostrate nell'arco di una stagione sportiva.
(***) Trofeo assegnato dall'Associazione Italiana Calciatori (AIC) dal 1997. Nel 2011 l'associazione ribattezzò la premiazione con il nome di Gran Galà del Calcio AIC introducendo una squadra dell'anno per il campionato di Serie A.
(****) Trofeo assegnato dalla Lega Nazionale Professionisti Serie A (LNPA) dalla stagione 2018/19 ai migliori giocatori della stagione, considerando il rendimento nelle gare di Serie A, Coppa Italia e Supercoppa italiana. Il riconoscimento viene dato per le seguenti categorie (un calciatore per categoria): Portiere, Difensore, Centrocampista, Attaccante, miglior giovane e migliore in assoluto.
(*****) Nuovo Gran Galà del Calcio riservato agli atleti italiani, oltre ai calciatori vi sono premi anche per staff e prestazioni e giornalismo sportivo.
(******) Premio mensile giocatore serie A per prestazioni.
(******) Premio mensile giocatore serie A per prestazioni, scelto dall'AIC.
(*******) Premio mensile Serie A per il miglior gol.

#### In altri paesi
- Calciatore argentino dell'anno:

1. Diego Armando Maradona: 1986

- Calciatore slovacco dell'anno:

1. Marek Hamšík: 2009; 2010; 2013; 2014; 2015; 2016; 2017; 2018
2. Stanislav Lobotka: 2023[59]

- Peter Dubovský Award (Miglior Under 21 Slovacco):

1. Marek Hamšík: 2007; 2008

- Slovak Fan Award:

1. Marek Hamšík: 2015; 2016
2. Stanislav Lobotka: 2022

- Calciatore belga dell'anno:

1. Dries Mertens: 2017

- Calciatore senegalese dell'anno:

1. Kalidou Koulibaly: 2017; 2018

- Calciatore algerino dell'anno:

1. Faouzi Ghoulam: 2017

- Calciatore nigeriano dell'anno:

1. Victor Osimhen: 2020

- Attaccante nigeriano dell'anno:

1. Victor Osimhen: 2020

- Calciatore kosovaro dell'anno:

1. Amir Rrahmani: 2021, 2023

- Calciatore macedone in campionati stranieri dell'anno:

1. Eljif Elmas: 2019

- Calciatore georgiano dell'anno:

1. Khvicha K'varatskhelia: 2022; 2023

- Calciatore polacco dell'anno:

1. Piotr Zielinski: 2023

### A livello internazionale
Nel presente articolo solo sono citati i calciatori vincitori di riconoscimenti calcistici durante la loro militanza nella SSC Napoli.
| Pallone d'oro al Mondiale 1. Diego Armando Maradona: 1986 | Pallone di bronzo al Mondiale 1. Diego Armando Maradona: 1990 | Onze d'or 1. Diego Armando Maradona: 1986; 1987 |

| Onze de bronze 1. Diego Armando Maradona: 1985; 1988 | Calciatore africano dell’anno 1. Victor Osimhen: 2023 | Golden Player europeo U21 1. Fabián Ruiz Peña: 2019 | World Soccer's World Player of the Year 1. Diego Armando Maradona: 1986 |

### Nomination premi continentali
Sono qui riportati i nominativi dei calciatori militanti nel Napoli candidati ad un premio continentale:
| Pallone d'Oro Europa* - 1991: 1. Laurent Blanc - 2016: 1. Gonzalo Higuain - 2017: 1. Dries Mertens - 2019: 1. Kalidou Koulibaly - 2023: 1. Khvicha K'varatskhelia 2. Victor Osimhen 3. Kim Min-jae - 2025: 1. Scott McTominay 2. Khvicha K'varatskhelia | Pallone d'Oro Africa** - 2019: 1. Kalidou Koulibaly |

* Elenco dei candidati per il Pallone d'oro, come miglior calciatore nel continente Europeo.
** Elenco dei candidati come miglior Calciatore africano dell'anno in assoluto.

## Calciatori vincitori di titoli con le Nazionali

### Vincitori di titoli
FIFA Campioni del mondo
- Campionato mondiale: 1  Giuseppe Cavanna (Italia 1934)
- Diego Armando Maradona (Messico 1986)

UEFA Campioni europei
- Dino Zoff (Italia 1968)
- Antonio Juliano (Italia 1968)
- Alex Meret (Europa 2020)
- Giovanni Di Lorenzo (Europa 2020)
- Lorenzo Insigne (Europa 2020)

UEFA Nations League
- Mário Rui (UEFA Nations League 2018-2019)

CONMEBOL Campioni sudamericani
- Alemão (Brasile 1989)
- Walter Gargano (Argentina 2011)
- Edinson Cavani (Argentina 2011)
- Eduardo Vargas (Cile 2015)
- Allan (Brasile 2019)

CAF Campioni africani
- Adam Ounas (Egitto 2019)
- Kalidou Koulibaly (Camerun 2021)

OFC Campioni oceaniani
- Massimiliano Vieri (Coppa delle nazioni oceaniane 2004)

UEFA Campioni europei U-21
- Fabio Cannavaro (Campionato europeo di calcio Under-21 1994)
- Fabio Pecchia (Campionato europeo di calcio Under-21 1996)
- Fabián Ruiz Peña (Campionato europeo di calcio Under-21 2019)

Campioni olimpici
- Nicolás Gastón Navarro (Pechino 2008)
- Ezequiel Lavezzi (Pechino 2008)

## Riconoscimenti

### Inserimenti in liste stagionali ed annuali
Sono qui riportati i nominativi dei calciatori militanti nel Napoli consegnati da riconoscimenti conferiti da organizzazioni sportive internazionali:
| Squadra della stagione UEFA ** UEFA Europa League: - Difensori: 1. Raúl Albiol: 2015 2. Faouzi Ghoulam: 2015 - Centrocampisti: 1. Marek Hamšík: 2015 - Attaccanti: 1. Gonzalo Higuaín: 2014; 2015 | Squadra della Coppa d'Africa*** - Difensori: 1. Kalidou Koulibaly: 2019; 2021 - Centrocampisti: 1. André Zambo Anguissa: 2021 | Squadra dell'Europeo U21**** - Centrocampisti: 1. Fabián Ruiz Peña: 2019 |

| Squadra dell'anno ESM***** - Attaccanti: 1. Gonzalo Higuaín: 2015/16 | Gol della Uefa Europa League 1. Lorenzo Insigne: 2021/22 | Squadra dell'anno CAF****** - Difensori: 1. Kalidou Koulibaly: 2016;2018;2019 |

** Elenco dei migliori diciotto calciatori componenti della squadra della stagione in Europa League e in Champions League stabilito dal UEFA Technical Study Group (TSG) – gruppo di studio tecnico UEFA – dal 2014.
*** Elenco dei migliori calciatori componenti della squadra della competizione in Coppa delle Nazioni Africane.
**** Elenco dei migliori calciatori componenti della squadra della competizione in Campionato europeo di calcio Under-21.
***** Miglior formazione del continente Europeo stilata dalla European Sports Media.
****** Miglior formazione africana dell'anno Confédération Africaine de Football
******* Miglior formazione rivelazione della UEFA Champions League. I giocatori scelti devono rispettare alcuni parametri: 1) 24 anni o meno; 2) debutto in UEFA Champions League o esperienza precedente limitata e aver fatto grandi prestazioni.

### Inserimenti in liste secolari
Sono qui riportati i nominativi dei calciatori che militarono nel Napoli almeno durante una stagione e sono stati indotti in liste di carattere storico (principalmente a livello secolare) redatte da organizzazioni sportive internazionali:
| Squadre storiche FIFA * - FIFA World Cup Dream Team: 1. Diego Armando Maradona | FIFA 100 ** 1. Omar Sívori 2. Dino Zoff 3. Diego Armando Maradona | Calciatori del XX secolo IFFHS *** - Giocatori: A livello mondiale: 1. Omar Sívori 2. Dino Zoff 3. Diego Armando Maradona A livello europeo: 1. Ruud Krol A livello sudamericano: 1. Omar Sívori 2. Diego Armando Maradona - Portieri: A livello mondiale: 1. Dino Zoff A livello europeo: 1. Dino Zoff |

| World Soccer 100 Players of the Century **** 1. Omar Sívori 2. Dino Zoff 3. Diego Armando Maradona | Golden Foot - Leggende del calcio 1. Dino Zoff 2. Diego Armando Maradona |

* Tra il 1994 e il 2002 la Federazione Internazionale del Calcio (FIFA) pubblicò tre undici storici: due riguardanti alla Coppa del Mondo e una terza, composta dai migliori undici giocatori della storia del calcio in base al parere di giornalisti e giocatori delle associazioni nazionali.
**** Classifica dei 100 migliori calciatori del XX secolo stilata dalla rivista inglese World Soccer nel dicembre 1999 in base ai voti espressi dai propri lettori.

### Hall of Fame
Nel 2000 la Federazione Italiana Giuoco Calcio (FIGC) e la Fondazione del Museo del Calcio di Coverciano istituirono per la prima volta una Hall of Fame con l'obiettivo di celebrare la vita e la carriera di diverse personalità del calcio italiano. In quell'anno furono riconosciuti tredici personalità in sei categorie diverse, tra le quali, quattro calciatori.
Tale iniziativa fu riproposta da entrambe le istituzioni un decennio dopo, nel dicembre del 2011, con la presentazione della Hall of Fame della FIGC a Firenze e la pubblicazione della prima lista di personalità inserite.
In precedenza, nel 1997, durante la consegna del FIFA World Player Award, la Federazione Internazionale del Calcio (FIFA) e l'International Football Hall of Champions (IFHOC), un'associazione senza fini di lucro inglese, presentarono la Hall of Champions, in cui furono inseriti un totale di 27 calciatori al 2000, cinque dei quali militarono in squadre iscritte al campionato italiano.
Nel 2004, inoltre, in occasione del 50º anniversario di fondazione dell'Unione delle Federazioni Calcistiche Europee (UEFA), ogni associazione nazionale membro – all'epoca, 52 – nominò il proprio miglior giocatore degli ultimi cinquant'anni (periodo 1954-2003) con il titolo di Golden Player (calciatore d'oro), essendo stati riconosciuti con un'esposizione permanente all'interno della sede amministrativa della confederazione a Nyon, in Svizzera.
| Calcio italiano - Hall of Fame della FIGC: Giocatore italiano: 1. Fabio Cannavaro (introdotto nel 2014) Giocatore straniero: 1. Diego Armando Maradona (introdotto nel 2014) Veterano italiano: 1. Dino Zoff (introdotto nel 2012) Dirigente italiano: 1. Corrado Ferlaino (introdotto nel 2015) Premi alla memoria: 1. Eraldo Monzeglio (2013) | Calcio internazionale - International Football Hall of Champions (1997-2000): 1. Diego Armando Maradona (introdotto nel 1997) 2. Dino Zoff (introdotto nel 1998) | The UEFA Jubilee 52 Golden Players 1. Dino Zoff |

## Lista
Questa lista intende raccogliere i nomi di tutti i giocatori che hanno vestito la maglia del Napoli dalla fondazione del sodalizio (1926) ad oggi in almeno una partita ufficiale.
Aggiornato al 3 luglio 2025.
Legenda:
- : Scudetto (1986-1987, 1989-1990, 2022-2023, 2024-2025)
- : Coppa Italia (1961-1962, 1975-1976, 1986-1987, 2011-2012, 2013-2014, 2019-2020)
- : Supercoppa italiana (1990, 2014)
- : Capocannoniere Serie A (1987-1988, 2012-2013, 2015-2016, 2022-2023)
- : Coppa UEFA/Europa League (1988-1989)
- CA: Coppa delle Alpi (1966)
- : Coppa di Lega Italo-Inglese (1976)

N.B.: I trofei sono abbinati a ciascun giocatore in ordine cronologico e non di importanza.

### A
| Nome                       | Ruolo | Stagioni    | Presenze | Reti | Trofei |
| -------------------------- | ----- | ----------- | -------- | ---- | ------ |
| Ignazio Abate              | C     | 1           | 33       | 2    |        |
| Alessandro Abbondanza      | A     | 6           | 46       | 3    |        |
| Salvatore Accursi          | D     | 1           | 12       | 0    |        |
| Pietro Adorni              | D     | 3           | 49       | 2    | CA     |
| Alfredo Aglietti           | A     | 1           | 34       | 9    |        |
| Andrea Agostinelli         | C     | 1           | 19       | 1    |        |
| Massimo Agostini           | A     | 2           | 74       | 17   |        |
| Antonio Albano             | C     | 4           | 23       | 1    |        |
| Raúl Albiol                | D     | 6           | 236      | 6    | •      |
| Alemão                     | C     | 4           | 133      | 14   | •      |
| Giuseppe Alessi            | C     | 3           | 20       | 0    |        |
| Vittorio Alfieri           | P     | 3           | 4        | -6   |        |
| Allan                      | C     | 5           | 212      | 11   |        |
| Massimiliano Allegri       | C     | 1           | 7        | 0    |        |
| José Altafini              | A     | 7           | 234      | 97   | CA     |
| Luca Altomare              | C     | 9           | 116      | 4    |        |
| Amedeo Amadei              | A     | 6           | 171      | 47   |        |
| Amauri                     | A     | 1           | 6        | 1    |        |
| Raffaele Ametrano          | C     | 2           | 23       | 0    |        |
| Luigi Amicarelli           | C     | 3           | 9        | 0    |        |
| Massimiliano Ammendola     | A     | 1           | 1        | 0    |        |
| Nicolás Amodio             | C     | 4           | 68       | 1    |        |
| Roberto Amodio             | D     | 3           | 29       | 0    |        |
| Nicola Amoruso             | A     | 1           | 32       | 10   |        |
| Michele Andreolo           | C     | 3           | 93       | 11   |        |
| Domenico Andronico         | C     | 1           | 1        | 0    |        |
| Mariano Andújar            | P     | 1           | 27       | -34  |        |
| André Frank Zambo Anguissa | C     | 5 (In rosa) | 153      | 11   | •      |
| Sergio Antoniazzi          | C     | 1           | 1        | 0    |        |
| Pietro Arcari              | A     | 1           | 6        | 0    |        |
| Dionisio Arce              | A     | 1           | 11       | 2    |        |
| Pablo Armero               | C     | 2           | 33       | 0    |        |
| Salvatore Armidoro         | C     | 2           | 9        | 1    |        |
| Salvatore Aronica          | D     | 5           | 141      | 0    |        |
| Edoardo Artistico          | A     | 1           | 4        | 1    |        |
| Aljoša Asanović            | C     | 1           | 15       | 0    |        |
| Salvatore Assardo          | D     | 1           | 1        | 0    |        |
| Antonino Asta              | C     | 1           | 15       | 2    |        |
| Mario Astorri              | A     | 4           | 88       | 30   |        |
| Gaetano Avolio             | D     | 1           | 1        | 0    |        |
| Roberto Ayala              | D     | 3           | 96       | 1    |        |

### B
| Nome                  | Ruolo | Stagioni    | Presenze | Reti | Trofei |
| --------------------- | ----- | ----------- | -------- | ---- | ------ |
| Antonio Bacchetti     | C     | 2           | 30       | 10   |        |
| Dario Baccin          | D     | 2           | 41       | 2    |        |
| Roberto Badiani       | C     | 1           | 5        | 0    |        |
| Cristian Baglieri     | A     | 1           | 2        | 0    |        |
| Tiémoué Bakayoko      | A     | 1           | 44       | 2    |        |
| Salvatore Bagni       | C     | 4           | 135      | 17   | •      |
| Francesco Baiano      | A     | 3           | 12       | 0    |        |
| Fioravante Baldi      | C     | 1           | 17       | 2    |        |
| Francesco Baldini     | D     | 7           | 195      | 2    |        |
| Alessio Bandieri      | P     | 1           | 30       | -31  |        |
| Claudio Bandoni       | P     | 3           | 113      | -76  |        |
| Santo Barbato         | A     | 2           | 12       | 2    |        |
| Carlo Barbieri        | C     | 4           | 108      | 31   |        |
| Paolo Barison         | A     | 3           | 82       | 16   |        |
| Davide Bariti         | C     | 2           | 3        | 0    |        |
| Marco Baroni          | D     | 3           | 77       | 4    | •      |
| Evaristo Barrera      | A     | 2           | 49       | 12   |        |
| Gastone Bean          | A     | 3           | 55       | 14   | CA     |
| Eraldo Bedendo        | D     | 3           | 31       | 0    |        |
| Valon Behrami         | C     | 2           | 70       | 0    |        |
| Emanuele Belardi      | P     | 1           | 16       | -18  |        |
| Claudio Bellucci      | A     | 4           | 101      | 28   |        |
| Mauro Bellugi         | D     | 1           | 30       | 0    |        |
| Rodolfo Beltrandi     | C     | 6           | 171      | 13   |        |
| Oreste Benatti        | C     | 3           | 62       | 6    |        |
| Paolo Benedetti       | C     | 1           | 29       | 0    |        |
| Mauro Benvenuti       | P     | 1           | 5        | -12  |        |
| Walter Berardi        | C     | 2           | 2        | 0    |        |
| Bartosz Bereszyński   | D     | 1           | 3        | 0    |        |
| Andrea Bernini        | C     | 1           | 33       | 1    |        |
| Bruno Berra           | D     | 6           | 119      | 0    |        |
| Emanuele Berrettoni   | A     | 1           | 13       | 0    |        |
| Arturo Bertolero      | A     | 1           | 1        | 0    |        |
| Daniel Bertoni        | A     | 2           | 63       | 18   |        |
| Remo Bertoni          | D     | 2           | 1        | 0    |        |
| Gino Bertucco         | C     | 4           | 69       | 8    |        |
| Piero Betello         | D     | 2           | 20       | 2    |        |
| Beto                  | C     | 1           | 26       | 5    |        |
| Sam Beukema           | D     | 1 (In rosa) | 0        | 0    |        |
| Giovanni Bia          | D     | 1           | 30       | 3    |        |
| Carlo Biagi           | C     | 4           | 94       | 18   |        |
| Ottavio Bianchi       | C     | 5           | 150      | 20   |        |
| Emiliano Bigica       | C     | 4           | 17       | 0    |        |
| Tebaldo Bigliardi     | D     | 4           | 59       | 0    | •      |
| Alberto Bigon         | C     | 1           | 1        | 0    |        |
| Philip Billing        | C     | 1           | 10       | 1    |        |
| Laurent Blanc         | D     | 1           | 34       | 6    |        |
| Antonio Blasevich     | C     | 1           | 7        | 0    |        |
| Manuele Blasi         | C     | 4           | 73       | 0    |        |
| Giacomo Blason        | P     | 2           | 33       | -49  |        |
| Giulio Bobbio         | A     | 1           | 3        | 0    |        |
| Antonio Bocchetti     | D     | 4           | 74       | 2    |        |
| Luigi Boccolini       | C     | 1           | 30       | 3    |        |
| Luigi Bodi            | C     | 2           | 42       | 0    |        |
| Alain Boghossian      | C     | 3           | 69       | 5    |        |
| Mariano Bogliacino    | C     | 5           | 158      | 20   |        |
| Simone Boldini        | D     | 2           | 45       | 0    |        |
| Luigi Bolognino       | C     | 1           | 1        | 0    |        |
| Emanuele Boltri       | C     | 3           | 40       | 0    |        |
| Giovanni Bolzoni      | C     | 3           | 45       | 9    | CA     |
| Francesco Bomben      | D     | 1           | 2        | 0    |        |
| Antonio Bonaldi       | A     | 1           | 1        | 0    |        |
| Mario Bonivento       | C     | 1           | 4        | 0    |        |
| Mauro Bonomi          | D     | 3           | 102      | 3    |        |
| Simone Bonomi         | D     | 1           | 23       | 0    |        |
| Gabriel Bordi         | A     | 1           | 4        | 0    |        |
| Roberto Bordin        | C     | 4           | 122      | 0    |        |
| Felice Borel          | A     | 1           | 1        | 0    |        |
| Alfredo Borsa         | A     | 1           | 1        | ?    |        |
| Ivano Bosdaves        | A     | 2           | 25       | 4    |        |
| Paolo Braca           | C     | 1           | 13       | 2    |        |
| Eriberto Braglia      | P     | 2           | 11       | -12  |        |
| Giorgio Braglia       | A     | 3           | 110      | 35   |        |
| Aldo Brandimarte      | D     | 1           | 3        | 0    |        |
| Giorgio Bresciani     | A     | 2           | 24       | 1    |        |
| Renato Brighenti      | A     | 1           | 27       | 8    |        |
| Andrea Briotti        | D     | 1           | 14       | 0    |        |
| Miguel Ángel Britos   | D     | 4           | 99       | 3    | •      |
| Pierluigi Brivio      | P     | 1           | 5        | -8   |        |
| Luigi Brugola         | C     | 3           | 65       | 10   |        |
| Salvatore Bruno       | A     | 2           | 3        | 0    |        |
| Giuseppe Bruscolotti  | D     | 16          | 511      | 11   | •      |
| Cristian Bucchi       | A     | 2           | 34       | 11   |        |
| Luca Bucci            | P     | 1           | 1        | -2   |        |
| Antonio Bucciarelli   | C     | 2           | 4        | 0    | •      |
| Ottavio Bugatti       | P     | 8           | 261      | -334 |        |
| Alessandro Buongiorno | D     | 2 (In rosa) | 23       | 1    |        |
| Tarcisio Burgnich     | D     | 3           | 102      | 0    | •      |
| Ruben Buriani         | C     | 1           | 9        | 0    |        |
| Umberto Busani        | A     | 6           | 175      | 46   |        |
| Carlo Buscaglia       | A     | 10          | 270      | 41   |        |
| Giacomo Busiello      | C     | 3           | 3        | 0    |        |
| Renato Buso           | C     | 3           | 108      | 12   |        |
| Giovanni Busoni       | A     | 1           | 30       | 12   |        |

### C
| Nome                    | Ruolo | Stagioni    | Presenze | Reti | Trofei |
| ----------------------- | ----- | ----------- | -------- | ---- | ------ |
| Nicola Caccia           | A     | 1           | 40       | 7    |        |
| Giuseppe Cadregari      | A     | 3           | 63       | 15   |        |
| Luigi Caffarelli        | C     | 5           | 129      | 11   | •      |
| Jens Cajuste            | C     | 1           | 35       | 0    |        |
| Caio                    | A     | 1           | 24       | 1    |        |
| Emanuele Calaiò         | A     | 6           | 136      | 44   |        |
| José Luis Calderón      | A     | 1           | 7        | 0    |        |
| José María Callejón     | A     | 7           | 349      | 82   | •      |
| Mario Calosi            | D     | 1           | 2        | 0    |        |
| Hugo Campagnaro         | D     | 4           | 143      | 4    |        |
| Dandolo Candalés        | D     | 1           | 20       | 1    |        |
| Cané                    | A     | 10          | 253      | 70   | CA     |
| Fabio Cannavaro         | D     | 3           | 68       | 1    |        |
| Paolo Cannavaro         | D     | 9           | 278      | 9    |        |
| Virginio Canzi          | C     | 1           | 25       | 3    |        |
| Renzo Canzian           | A     | 1           | 2        | 1    |        |
| Domenico Capano         | D     | 2           | 1        | 0    |        |
| Giuseppe Capodiferro    | D     | 1           | 1        | 0    |        |
| Augusto Capolino        | C     | 4           | 22       | 2    |        |
| Antonio Capone          | A     | 5           | 87       | 13   |        |
| Vittorio Caporale       | D     | 2           | 43       | 0    |        |
| Marco Capparella        | A     | 3           | 63       | 8    |        |
| Bruno Cappellini        | D     | 1           | 33       | 0    |        |
| Renato Cappellini       | C     | 1           | 26       | 2    |        |
| Elia Caprile            | P     | 1           | 6        | -4   |        |
| Antonio Carannante      | D     | 7           | 107      | 3    | •      |
| Angelo Carbone          | C     | 1           | 34       | 0    |        |
| Benito Carbone          | A     | 1           | 40       | 10   |        |
| Careca                  | A     | 6           | 221      | 95   | •      |
| Pietro Carmignani       | P     | 5           | 194      | -168 | •      |
| Andrea Carnevale        | A     | 4           | 154      | 47   | •      |
| Massimo Carrera         | D     | 1           | 26       | 0    |        |
| Ciro Caruso             | D     | 4           | 18       | 0    |        |
| Mario Massimo Caruso    | C     | 1           | 6        | 1    |        |
| Pasquale Casale         | C     | 3           | 41       | 3    |        |
| Giuseppe Casari         | P     | 3           | 107      | -127 |        |
| Armando Cascione        | D     | 1           | 18       | 0    |        |
| Domenico Caso           | C     | 1           | 24       | 1    |        |
| Luigi Cassano           | D     | 3           | 49       | 0    |        |
| Nicola Cassese          | C     | 3           | 43       | 1    |        |
| Fermino Cassin          | C     | 2           | 8        | 1    |        |
| Giulio Castelli         | D     | 5           | 121      | 7    |        |
| Luciano Castellini      | P     | 7           | 259      | -213 |        |
| Luigi Castello          | D     | 10          | 182      | 0    |        |
| Luigi Castellone        | A     | 1           | 1        | 0    |        |
| Letterio Catapano       | C     | 3           | 30       | 0    |        |
| Sauro Catellani         | D     | 3           | 49       | 0    |        |
| Gennaro Cavallino       | C     | 1           | 2        | 0    |        |
| Edinson Cavani          | A     | 3           | 138      | 104  | •      |
| Giuseppe Cavanna        | P     | 7           | 156      | -187 |        |
| Flavio Cecconi          | C     | 1           | 3        | 1    |        |
| Costanzo Celestini      | C     | 7           | 145      | 2    | •      |
| Raffaele Ceriello       | P     | 2           | 2        | -2   |        |
| Ángel Cerilla           | C     | 2           | 27       | 1    |        |
| Nathaniel Chalobah      | C     | 1           | 9        | 1    |        |
| Cristian Chávez         | A     | 1           | 2        | 0    |        |
| Walid Cheddira          | A     | 2 (In rosa) | 2        | 0    |        |
| Sergio Chellini         | P     | 4           | 121      | -125 |        |
| Luciano Chiarugi        | A     | 2           | 48       | 10   |        |
| Vlad Chiricheș          | D     | 4           | 48       | 4    |        |
| Giovanni Ciccarelli     | C     | 4           | 93       | 10   |        |
| Luca Cigarini           | C     | 1           | 29       | 2    |        |
| Angelo Cimadomo         | C     | 2           | 2        | 0    |        |
| Giuseppe Cimmaruta      | C     | 2           | 4        | 0    |        |
| Antonio Cioffi          | A     | 2           | 2        | 0    |        |
| Filippo Citterio        | D     | 2           | 63       | 2    |        |
| Roberto Civita          | D     | 1           | 1        | 0    |        |
| Sergio Clerici          | A     | 2           | 66       | 32   |        |
| Sandro Coco             | A     | 1           | 2        | 0    |        |
| Enrico Colombari        | C     | 7           | 219      | 6    |        |
| Roberto Colombo         | P     | 4           | 1        | 0    | •      |
| Francesco Colonnese     | D     | 2           | 54       | 0    |        |
| Luciano Comaschi        | D     | 9           | 251      | 4    |        |
| Luigi Consonni          | C     | 1           | 18       | 2    |        |
| Mirko Conte             | D     | 1           | 10       | 0    |        |
| Matteo Contini          | D     | 3           | 86       | 1    |        |
| Nikita Contini          | P     | 3 (in rosa) | 1        | 0    |        |
| Ferdinando Coppola      | P     | 5           | 25       | -36  |        |
| Gianni Corelli          | A     | 4           | 120      | 26   |        |
| Eugenio Corini          | C     | 2           | 22       | 0    |        |
| Carlo Cornacchia        | D     | 2           | 6        | 0    |        |
| Karl Corneliusson       | C     | 1           | 11       | 0    |        |
| Corrado Corradi         | A     | 1           | 6        | 0    |        |
| Giancarlo Corradini     | D     | 6           | 230      | 3    | •      |
| Nicola Corrent          | C     | 1           | 29       | 1    |        |
| Mario Costa             | A     | 1           | 17       | 2    |        |
| Gavino Costaggiu        | D     | 1           | 1        | 0    |        |
| Guglielmo Costantini    | D     | 3           | 27       | 0    |        |
| Bertrand Crasson        | D     | 2           | 51       | 0    |        |
| Emílson Sánchez Cribari | D     | 1           | 14       | 0    |        |
| Massimo Crippa          | C     | 5           | 206      | 11   | •      |
| Antonio Criscimanni     | C     | 2           | 64       | 5    |        |
| Domenico Cristiano      | C     | 2           | 19       | 0    |        |
| André Cruz              | D     | 3           | 98       | 14   |        |
| Pacifico Cuman          | P     | 10          | 56       | -66  | • CA   |
| Andrea Cupi             | D     | 2           | 29       | 0    |        |
| Mario Cvitanović        | D     | 1           | 9        | 0    |        |

### D
| Nome                  | Ruolo | Stagioni    | Presenze | Reti | Trofei |
| --------------------- | ----- | ----------- | -------- | ---- | ------ |
| Ernani D'Alconzo      | C     | 1           | 23       | 6    |        |
| Siro D'Alessandro     | C     | 1           | 1        | 0    |        |
| Marcello D'Angelo     | A     | 1           | 1        | 0    |        |
| Maurizio D'Angelo     | D     | 1           | 16       | 0    |        |
| Dino Da Caprile       | C     | 2           | 5        | 0    |        |
| Vittorio Dagianti     | C     | 2           | 33       | 5    |        |
| Daniele Daino         | D     | 1           | 36       | 0    |        |
| Paolo Dal Fiume       | C     | 3           | 101      | 10   |        |
| Samuele Dalla Bona    | C     | 3           | 43       | 5    |        |
| Oscar Damiani         | A     | 4           | 128      | 26   |        |
| Vincenzo Damiano      | A     | 2           | 1        | 0    |        |
| Jesús Dátolo          | C     | 2           | 25       | 1    |        |
| David López Silva     | C     | 2           | 79       | 3    |        |
| Stefano De Agostini   | C     | 1           | 24       | 0    |        |
| Costantino De Andreis | A     | 1           | 38       | 12   |        |
| Amedeo De Franceschi  | C     | 1           | 1        | 0    |        |
| Pantaleo De Gennaro   | D     | 2           | 10       | 0    |        |
| Jonathan de Guzmán    | C     | 2           | 36       | 7    |        |
| Diego Demme           | C     | 5           | 92       | 5    | •      |
| Kevin De Bruyne       | C     | 1 (In rosa) | 0        | 0    |        |
| Fernando De Napoli    | C     | 6           | 242      | 9    | •      |
| Domenico De Nicola    | C     | 3           | 1        | 0    |        |
| Roberto De Palma      | C     | 1           | 9        | 2    |        |
| Gaetano De Rosa       | D     | 4           | 3        | 0    |        |
| Gianni De Rosa        | A     | 1           | 33       | 8    |        |
| Morgan De Sanctis     | P     | 4           | 175      | -191 |        |
| Marco De Simone       | D     | 1           | 18       | 0    |        |
| Walter De Vecchi      | C     | 1           | 30       | 1    |        |
| Antonio De Vitis      | A     | 1           | 5        | 0    |        |
| Luigi De Vito         | D     | 1           | 2        | 0    |        |
| Roberto De Zerbi      | A     | 3           | 42       | 4    |        |
| Pier Luigi Del Bene   | D     | 5           | 34       | 0    |        |
| Francesco Del Franco  | D     | 1           | 1        | 0    |        |
| Alessandro Del Grosso | D     | 1           | 19       | 1    |        |
| Emanuele Del Vecchio  | A     | 3           | 71       | 28   |        |
| Alberto Delfrati      | D     | 5           | 127      | 0    |        |
| Carmine Della Pietra  | D     | 4           | 3        | 0    |        |
| Giovanni Dell'Otto    | C     | 1           | 1        | 0    |        |
| Leander Dendoncker    | C     | 1           | 3        | 0    |        |
| Germán Denis          | A     | 2           | 72       | 15   |        |
| Amadou Diawara        | C     | 3           | 74       | 2    |        |
| Dante Di Benedetti    | A     | 2           | 47       | 20   |        |
| Paolo Di Canio        | A     | 1           | 27       | 5    |        |
| Egidio Di Costanzo    | C     | 8           | 153      | 7    |        |
| Raffaele Di Fusco     | P     | 15          | 48       | -49  | •      |
| Salvatore Di Gaetano  | D     | 1           | 1        | 0    |        |
| Beniamino Di Giacomo  | A     | 4           | 127      | 37   |        |
| Giovanni Di Lorenzo   | D     | 7 (In rosa) | 270      | 18   | •      |
| Roberto Di Martino    | C     | 5           | 101      | 0    |        |
| Vincenzo Di Mauro     | A     | 3           | 14       | 3    |        |
| Aldo Di Meo           | D     | 1           | 1        | 0    |        |
| Arturo Di Napoli      | A     | 2           | 30       | 5    |        |
| Bruno Di Napoli       | C     | 3           | 2        | 0    |        |
| Nunzio Di Roberto     | A     | 1           | 2        | 0    |        |
| Giovanni Di Rocco     | D     | 1           | 6        | 0    |        |
| Giorgio Di Vicino     | A     | 1           | 8        | 0    |        |
| Ramón Díaz            | A     | 1           | 38       | 8    |        |
| Davide Dionigi        | A     | 2           | 64       | 27   |        |
| Dirceu                | C     | 1           | 35       | 6    |        |
| Toni Doblas           | P     | 1           | 2        | -2   |        |
| Maurizio Domizzi      | D     | 2           | 73       | 14   |        |
| Marco Donadel         | C     | 3           | 14       | 0    |        |
| Andrea Dossena        | D     | 5           | 109      | 3    |        |
| Biagio Dreossi        | P     | 2           | 2        | -6   |        |
| Ottorino Dugini       | D     | 1           | 5        | 1    |        |
| Nicolao Dumitru       | A     | 2           | 12       | 0    |        |
| Blerim Džemaili       | C     | 3           | 109      | 18   | •      |

### E
| Nome                  | Ruolo | Stagioni | Presenze | Reti | Trofei |
| --------------------- | ----- | -------- | -------- | ---- | ------ |
| Edmundo               | A     | 1        | 17       | 4    |        |
| Omar El Kaddouri      | C     | 3        | 43       | 3    |        |
| Eljif Elmas           | C     | 5        | 189      | 19   | •      |
| Flavio Emoli          | C     | 3        | 75       | 0    | CA     |
| Fabio Enzo            | A     | 1        | 3        | 0    |        |
| Andrea Esposito       | A     | 1        | 11       | 2    |        |
| Gennaro Esposito I    | A     | 2        | 3        | 0    |        |
| Gennaro Esposito II   | C     | 1        | 5        | 0    |        |
| Massimiliano Esposito | C     | 3        | 55       | 6    |        |
| Salvatore Esposito    | C     | 5        | 176      | 8    | •      |

### F
| Nome                 | Ruolo | Stagioni | Presenze | Reti | Trofei |
| -------------------- | ----- | -------- | -------- | ---- | ------ |
| Aldo Fabbro          | A     | 5        | 108      | 8    |        |
| Mauro Facci          | D     | 3        | 43       | 0    |        |
| Giovanni Fanello     | A     | 4        | 87       | 19   |        |
| Maximiliano Faotto   | D     | 1        | 30       | 0    |        |
| Nevio Favaro         | P     | 4        | 11       | -7   | •      |
| Armando Favi         | P     | 2        | 21       | -27  |        |
| Massimiliano Favo    | C     | 2        | 11       | 0    |        |
| Camillo Fenili       | A     | 3        | 51       | 5    |        |
| Giuseppe Fenoglio    | D     | 5        | 123      | 0    |        |
| Federico Fernández   | D     | 3        | 64       | 2    | •      |
| Giovanni Ferradini   | A     | 3        | 21       | 4    |        |
| Marco Ferrante       | A     | 4        | 8        | 2    | •      |
| Antonio Ferrara      | C     | 2        | 40       | 7    |        |
| Ciro Ferrara         | D     | 11       | 322      | 15   | • • •  |
| Nicola Ferrara       | C     | 1        | 10       | 2    |        |
| Claudio Ferrarese    | C     | 1        | 15       | 0    |        |
| Moreno Ferrario      | D     | 12       | 396      | 11   | •      |
| Pietro Ferraris      | A     | 4        | 85       | 14   |        |
| Giovanni Ferraro     | C     | 1        | 3        | 0    |        |
| Ignacio Fideleff     | D     | 1        | 4        | 0    |        |
| Massimo Filardi      | D     | 5        | 80       | 0    |        |
| Roberto Filippi      | C     | 2        | 70       | 3    |        |
| Pasquale Fiore       | P     | 10       | 13       | -11  |        |
| Thorsten Flick       | C     | 1        | 2        | 0    |        |
| Nello Florio         | D     | 2        | 12       | 0    |        |
| Antonio Floro Flores | A     | 5        | 68       | 3    |        |
| Michael Folorunsho   | C     | 1        | 7        | 0    |        |
| Daniel Fonseca       | A     | 2        | 69       | 39   |        |
| Alberto Fontana      | P     | 1        | 14       | -17  |        |
| Domenico Fontana     | C     | 1        | 10       | 1    |        |
| Ettore Fontana       | D     | 3        | 49       | 0    |        |
| Gaetano Fontana      | C     | 2        | 43       | 4    |        |
| Brenno Fontanesi     | P     | 6        | 16       | -32  |        |
| Silvio Formentin     | C     | 4        | 103      | 23   |        |
| Antonio Formisano    | P     | 1        | 2        | -2   |        |
| Rocco Fotia          | C     | 1        | 2        | 0    |        |
| Gianluca Francesconi | D     | 1        | 1        | 0    |        |
| Cesare Franchini     | C     | 4        | 69       | 3    |        |
| Giovanni Francini    | D     | 7        | 250      | 17   | •      |
| Diego Franzese       | A     | 2        | 2        | 0    |        |
| Angelo Frappampina   | D     | 1        | 28       | 1    |        |
| Achille Fraschini    | C     | 4        | 105      | 23   |        |
| Salvatore Fresi      | D     | 1        | 24       | 1    |        |
| Luca Fusi            | C     | 2        | 96       | 2    | •      |

### G
| Nome                    | Ruolo | Stagioni    | Presenze | Reti | Trofei |
| ----------------------- | ----- | ----------- | -------- | ---- | ------ |
| Manolo Gabbiadini       | A     | 3           | 79       | 25   |        |
| Gabriel                 | P     | 1           | 4        | -5   |        |
| Gianluca Gaetano        | C     | 5           | 31       | 2    |        |
| Giuseppe Gaggiotti      | C     | 1           | 2        | 0    |        |
| Alberico Gagliardi      | C     | 1           | 1        | 0    |        |
| Luigi Gallanti          | A     | 1           | 23       | 2    |        |
| Luciano Galletti        | C     | 1           | 11       | 2    |        |
| Giovanni Galli          | P     | 3           | 123      | -136 |        |
| Enzo Gambaro            | D     | 1           | 35       | 1    |        |
| Alessandro Gamberini    | D     | 1           | 30       | 1    |        |
| Luigi Ganelli           | C     | 3           | 49       | 2    |        |
| Claudio Garella         | P     | 3           | 115      | -84  | •      |
| Walter Gargano          | C     | 6           | 235      | 4    | •      |
| György Garics           | D     | 2           | 41       | 1    |        |
| Corrado Gariglio        | A     | 1           | 10       | 1    |        |
| Domenico Gariglio       | A     | 4           | 62       | 4    |        |
| Bruno Garzena           | D     | 1           | 32       | 0    |        |
| Amedeo Gasparini        | C     | 4           | 37       | 2    |        |
| Fabio Gatti             | C     | 4           | 53       | 0    |        |
| Mauro Gatti             | D     | 5           | 136      | 6    | • CA   |
| Carmine Gautieri        | A     | 1           | 5        | 1    |        |
| Andrea Gaveglia         | D     | 2           | 1        | 0    |        |
| Goliardo Gelardi        | C     | 1           | 1        | 0    |        |
| Giuseppe Gerbi          | A     | 3           | 29       | 10   |        |
| Leone Gerlin            | C     | 1           | 4        | 0    |        |
| Gian Piero Ghio         | A     | 1           | 35       | 5    |        |
| Ernesto Ghisi           | A     | 4           | 39       | 14   |        |
| Pino Ghisi              | D     | 4           | 39       | 1    |        |
| Faouzi Ghoulam          | D     | 9           | 216      | 3    | •      |
| Emanuele Giaccherini    | C     | 2           | 24       | 2    |        |
| Simone Giacchetta       | D     | 1           | 3        | 1    |        |
| Matteo Gianello         | P     | 5           | 63       | -66  |        |
| Giuseppe Giannini       | C     | 1           | 5        | 1    |        |
| Glauco Gilardoni        | C     | 3           | 57       | 15   |        |
| Billy Gilmour           | C     | 2 (In rosa) | 28       | 0    |        |
| Bruno Giordano          | A     | 4           | 109      | 37   | •      |
| Aldo Giovannini         | C     | 2           | 3        | 0    |        |
| Antonio Girardo         | C     | 8           | 224      | 6    | • CA   |
| Giovanni Giraud         | C     | 2           | 4        | 0    |        |
| Michele Giraud          | D     | 1           | 1        | 0    |        |
| David Giubilato         | D     | 3           | 47       | 0    |        |
| Giuliano Giuliani       | P     | 2           | 98       | -89  | •      |
| Guglielmo Glovi         | C     | 4           | 41       | 4    |        |
| Piero Golin             | A     | 2           | 13       | 5    |        |
| Pierluigi Gollini       | P     | 2           | 14       | -17  |        |
| Roberto Goretti         | C     | 3           | 45       | 1    |        |
| Mattia Graffiedi        | A     | 1           | 27       | 3    |        |
| Raffaele Gragnaniello   | P     | 3           | 1        | 0    |        |
| Bruno Gramaglia         | C     | 11          | 275      | 4    |        |
| Giorgio Granata         | C     | 7           | 169      | 4    |        |
| Guido Gratton           | C     | 1           | 19       | 2    |        |
| Gianluca Grava          | D     | 9           | 180      | 2    |        |
| Valerio Gravisi         | C     | 3           | 39       | 12   |        |
| Elia Greco              | D     | 7           | 194      | 2    |        |
| Gaetano Grieco          | A     | 1           | 22       | 3    |        |
| Gabriele Grossi         | D     | 1           | 17       | 0    |        |
| Aristide Guarneri       | D     | 1           | 27       | 0    |        |
| Leandro Guerreiro       | C     | 1           | 3        | 0    |        |
| Giuseppe Guerrini       | C     | 1           | 1        | 0    |        |
| Mario Guidetti          | C     | 3           | 96       | 10   |        |
| Miguel Gutiérrez Ortega | D     | 1 (In rosa) | 0        | 0    |        |

### H
| Nome                  | Ruolo | Stagioni    | Presenze | Reti | Trofei |
| --------------------- | ----- | ----------- | -------- | ---- | ------ |
| Kurt Hamrin           | A     | 2           | 34       | 5    |        |
| Marek Hamšík          | C     | 12          | 520      | 121  | •      |
| Luis Hasa             | C     | 2 (In rosa) | 0        | 0    |        |
| Henrique Adriano Buss | D     | 3           | 38       | 2    | •      |
| Gonzalo Higuaín       | A     | 3           | 146      | 91   | •      |
| Erwin Hoffer          | A     | 1           | 11       | 1    |        |
| Claudio Husaín        | C     | 3           | 44       | 1    |        |
| Elseid Hysaj          | D     | 6           | 222      | 1    |        |

### I
| Nome                | Ruolo | Stagioni | Presenze | Reti | Trofei |
| ------------------- | ----- | -------- | -------- | ---- | ------ |
| Agostino Iacobelli  | C     | 5        | 15       | 0    |        |
| Gennaro Iezzo       | P     | 6        | 119      | -96  |        |
| Giovanni Ignoffo    | D     | 1        | 33       | 3    |        |
| Carmelo Imbriani    | A     | 5        | 34       | 3    |        |
| Giovanni Improta    | C     | 7        | 181      | 22   |        |
| Giuseppe Incocciati | A     | 1        | 32       | 11   |        |
| Gökhan Inler        | C     | 4        | 166      | 13   | •      |
| Gontrano Innocenti  | C     | 2        | 49       | 17   |        |
| Paulo Innocenti     | D     | 10       | 213      | 6    |        |
| Lorenzo Insigne     | A     | 11       | 434      | 122  | •      |
| Roberto Insigne     | A     | 2        | 2        | 0    |        |

### J
| Nome              | Ruolo | Stagioni    | Presenze | Reti | Trofei |
| ----------------- | ----- | ----------- | -------- | ---- | ------ |
| Paolo Jacobini    | C     | 1           | 10       | 0    |        |
| Marek Jankulovski | C     | 2           | 53       | 9    |        |
| Fausto Jaquinto   | C     | 1           | 1        | 0    |        |
| Hasse Jeppson     | A     | 4           | 112      | 52   |        |
| Juan Jesus        | D     | 5 (In rosa) | 96       | 5    | •      |
| Jorginho          | C     | 5           | 160      | 6    | •      |
| Antonio Juliano   | C     | 17          | 505      | 38   | CA •   |

### K
| Nome                   | Ruolo | Stagioni | Presenze | Reti | Trofei |
| ---------------------- | ----- | -------- | -------- | ---- | ------ |
| Carlo Kaffenigg        | C     | 1        | 2        | 0    |        |
| Youssouf Kamara        | A     | 1        | 1        | 0    |        |
| Orestīs Karnezīs       | P     | 2        | 9        | -7   |        |
| Kim Min-jae            | D     | 1        | 45       | 2    |        |
| Kalidou Koulibaly      | D     | 8        | 317      | 14   | •      |
| Fritz Kreutzer         | C     | 1        | 21       | 2    |        |
| Naim Krieziu           | A     | 5        | 168      | 40   |        |
| Ruud Krol              | D     | 4        | 112      | 1    |        |
| Khvicha K'varatskhelia | A     | 3        | 107      | 30   |        |

### L
| Nome                 | Ruolo | Stagioni    | Presenze | Reti | Trofei |
| -------------------- | ----- | ----------- | -------- | ---- | ------ |
| Luca Lacrimini       | D     | 2           | 13       | 0    |        |
| Spartaco Landini     | D     | 3           | 33       | 0    |        |
| Noa Lang             | A     | 1 (In rosa) | 0        | 0    |        |
| Antonio La Palma     | D     | 4           | 116      | 5    | •      |
| Roberto La Paz       | A     | 3           | 33       | 6    |        |
| Igor Łasicki         | C     | 2           | 1        | 0    |        |
| Ermanno Latella      | C     | 1           | 6        | 0    |        |
| Ezequiel Lavezzi     | A     | 5           | 188      | 48   |        |
| Alfonso Leone        | A     | 3           | 33       | 6    |        |
| Franco Lerda         | A     | 1           | 14       | 1    |        |
| Jesper Lindstrøm     | C     | 1           | 29       | 0    |        |
| Fernando Llorente    | A     | 2           | 29       | 4    |        |
| Stanislav Lobotka    | C     | 7 (In rosa) | 198      | 2    | •      |
| Stefano Lombardi     | D     | 1           | 28       | 1    |        |
| Raffaele Longo       | C     | 4           | 65       | 0    |        |
| David López Silva    | C     | 2           | 79       | 3    |        |
| Giovanni Lopez       | D     | 2           | 56       | 0    |        |
| Esteban Javier Lopez | D     | 1           | 1        | 0    |        |
| Hirving Lozano       | A     | 4           | 155      | 30   | •      |
| Cristiano Lucarelli  | A     | 2           | 14       | 1    |        |
| Giorgio Lucenti      | C     | 1           | 45       | 6    |        |
| Erasmo Lucido        | C     | 1           | 8        | 1    |        |
| Lorenzo Lucca        | A     | 1 (In rosa) | 0        | 0    |        |
| Romelu Lukaku        | A     | 2 (In rosa) | 38       | 14   |        |
| Sebastiano Luperto   | D     | 3           | 29       | 0    | •      |
| Gianluca Luppi       | D     | 1           | 30       | 4    |        |
| Riza Lushta          | A     | 1           | 27       | 6    |        |
| Luca Luzardi         | D     | 1           | 11       | 0    |        |

### M
| Nome                   | Ruolo | Stagioni    | Presenze | Reti | Trofei |
| ---------------------- | ----- | ----------- | -------- | ---- | ------ |
| Emiliano Macchi        | A     | 1           | 23       | 3    |        |
| Antonio Maddaloni      | D     | 1           | 1        | 0    |        |
| Mario Maffioli         | C     | 1           | 4        | 0    |        |
| Christian Maggio       | C     | 10          | 308      | 23   | •      |
| Oscar Magoni           | C     | 4           | 127      | 6    |        |
| Raffaele Maiello       | C     | 2           | 4        | 0    |        |
| Giorgio Maioli         | C     | 1           | 9        | 1    |        |
| Valerio Majo           | C     | 1           | 38       | 2    |        |
| Nikola Maksimović      | D     | 5           | 99       | 2    |        |
| Luigi Malafronte       | D     | 5           | 21       | 0    |        |
| Kévin Malcuit          | D     | 4           | 48       | 0    |        |
| Rubén Maldonado        | D     | 3           | 74       | 2    |        |
| Francesco Mancini      | P     | 3           | 87       | -96  |        |
| Nicola Mancino         | C     | 2           | 3        | 0    |        |
| Enrico Maniero         | C     | 1           | 9        | 0    |        |
| Emanuele Manitta       | P     | 2           | 50       | -40  |        |
| Gino Manni             | D     | 1           | 6        | 0    |        |
| Daniele Mannini        | C     | 2           | 41       | 2    |        |
| Petar Manola           | C     | 1           | 14       | 1    |        |
| Kōstas Manōlas         | D     | 3           | 75       | 4    |        |
| Pierpaolo Manservisi   | C     | 2           | 60       | 7    |        |
| Diego Armando Maradona | A     | 7           | 259      | 115  | •      |
| Luciano Marangon       | D     | 1           | 29       | 0    |        |
| Dario Marcolin         | D     | 2           | 47       | 0    |        |
| Davide Marfella        | P     | 2           | 1        | 0    |        |
| Amos Mariani           | A     | 2           | 39       | 8    |        |
| Giorgio Mariani        | A     | 1           | 34       | 5    |        |
| Luca Marianucci        | D     | 1 (In rosa) | 0        | 0    |        |
| Antonio Marietti       | P     | 5           | 32       | -44  |        |
| Rafa Marín             | D     | 1           | 6        | 0    |        |
| Raimondo Marino        | D     | 8           | 143      | 4    | •      |
| Vincenzo Marino        | D     | 1           | 3        | 0    |        |
| Giuseppe Marra         | C     | 1           | 1        | 0    |        |
| Gonzalo Martínez       | D     | 2           | 32       | 0    |        |
| Salvatore Martire      | A     | 2           | 4        | 0    |        |
| Giuseppe Mascara       | A     | 2           | 25       | 4    |        |
| Riccardo Mascheroni    | C     | 2           | 7        | 0    |        |
| Natale Masera          | C     | 1           | 15       | 0    |        |
| Marco Masi             | D     | 1           | 19       | 0    |        |
| Farnese Masoni         | C     | 4           | 25       | 9    |        |
| Giuseppe Massa         | A     | 4           | 122      | 36   |        |
| Luigi Massa            | C     | 1           | 1        | 0    |        |
| Salvatore Matrecano    | C     | 2           | 23       | 0    |        |
| Massimo Mattolini      | P     | 1           | 39       | -35  |        |
| Matuzalém              | C     | 2           | 61       | 1    |        |
| Massimo Mauro          | C     | 4           | 90       | 4    | •      |
| István Mike Mayer      | A     | 1           | 21       | 8    |        |
| Francesco Mazzetti     | P     | 1           | 1        | -1   |        |
| Guido Mazzetti         | C     | 1           | 1        | 0    |        |
| Pasquale Mazzocchi     | D     | 3 (In rosa) | 34       | 0    |        |
| Scott McTominay        | C     | 2 (In rosa) | 36       | 13   |        |
| Umberto Menti          | A     | 2           | 20       | 2    |        |
| Alex Meret             | P     | 8 (In rosa) | 212      | -226 | •      |
| Gianni Merighi         | A     | 1           | 1        | 0    |        |
| Dries Mertens          | A     | 9           | 397      | 148  | •      |
| Giandomenico Mesto     | D     | 3           | 52       | 1    | •      |
| Davide Mezzanotti      | D     | 1           | 5        | 0    |        |
| Giovanni Mialich       | D     | 1           | 29       | 0    |        |
| Germano Mian           | C     | 3           | 77       | 14   |        |
| Paolo Miano            | C     | 1           | 16       | 0    |        |
| Salvatore Miceli       | C     | 1           | 32       | 1    |        |
| Romano Micelli         | D     | 3           | 40       | 0    |        |
| Michu                  | A     | 1           | 6        | 0    |        |
| Marcello Mihalich      | A     | 3           | 94       | 31   |        |
| Mauro Milanese         | D     | 1           | 36       | 1    |        |
| Luigi Milano           | C     | 4           | 94       | 2    |        |
| Arkadiusz Milik        | A     | 5           | 122      | 48   |        |
| Vanja Milinković-Savić | P     | 1 (In rosa) | 0        | 0    |        |
| Leslie Walter Minter   | C     | 1           | 2        | 0    |        |
| Dolo Mistone           | D     | 11          | 159      | 1    | • CA   |
| Enzo Mocellin          | C     | 1           | 12       | 2    |        |
| Alberto Molinari       | C     | 2           | 7        | 1    |        |
| Giovanni Molino        | D     | 2           | 68       | 0    |        |
| Luca Mondini           | P     | 3           | 25       | -30  |        |
| Maggiorino Mongero     | C     | 3           | 9        | 0    |        |
| Vincenzo Montefusco    | C     | 13          | 214      | 13   | • CA • |
| Francesco Montervino   | C     | 7           | 166      | 6    |        |
| Cataldo Montesanto     | C     | 4           | 72       | 1    |        |
| Fábio César Montezine  | C     | 3           | 80       | 8    |        |
| Luciano Monticolo      | D     | 2           | 63       | 2    |        |
| Nicola Mora            | D     | 3           | 83       | 2    |        |
| Ottavio Morgia         | A     | 2           | 31       | 7    |        |
| Francesco Moriero      | C     | 2           | 26       | 1    |        |
| Sergio Morin           | C     | 4           | 97       | 1    |        |
| Romualdo Moro          | A     | 1           | 12       | 5    |        |
| Sergio Morselli        | P     | 2           | 1        | -6   |        |
| Vittorio Mosele        | P     | 3           | 58       | -78  |        |
| Alberto Motti          | A     | 1           | 2        | 0    |        |
| Roberto Murgita        | A     | 1           | 21       | 2    |        |
| Ciro Muro              | C     | 3           | 27       | 5    | •      |
| Gaetano Musella        | A     | 4           | 85       | 12   |        |

### N
| Nome            | Ruolo | Stagioni    | Presenze | Reti | Trofei |
| --------------- | ----- | ----------- | -------- | ---- | ------ |
| Ugo Napolitano  | D     | 1           | 1        | 0    |        |
| Aniello Nappi   | A     | 1           | 2        | 0    |        |
| Aldo Nardin     | P     | 1           | 1        | 0    |        |
| Stelio Nardin   | D     | 6           | 169      | 0    | CA     |
| Natan           | D     | 1           | 21       | 0    |        |
| Nicolás Navarro | P     | 2           | 25       | -28  |        |
| Tanguy Ndombele | C     | 1           | 40       | 2    |        |
| Alfonso Negro   | C     | 3           | 27       | 2    |        |
| Sebino Nela     | D     | 2           | 38       | 0    |        |
| David Neres     | A     | 2 (In rosa) | 30       | 3    |        |
| Maurizio Neri   | A     | 2           | 23       | 3    |        |
| Andrea Nespolo  | C     | 2           | 4        | 0    |        |
| Cyril Ngonge    | A     | 2           | 35       | 3    |        |
| Enrico Nicolini | C     | 1           | 33       | 3    |        |
| Nicolò Nicolosi | A     | 1           | 10       | 2    |        |
| Harald Nielsen  | A     | 1           | 19       | 5    |        |
| Elio Nigro      | D     | 1           | 4        | 0    |        |
| Steinar Nilsen  | D     | 3           | 59       | 1    |        |
| Carlo Novelli   | A     | 2           | 40       | 9    |        |
| Santino Nuccio  | A     | 1           | 8        | 0    |        |
| Luigi Numerato  | A     | 2           | 2        | 0    |        |

### O
| Nome               | Ruolo | Stagioni    | Presenze | Reti | Trofei |
| ------------------ | ----- | ----------- | -------- | ---- | ------ |
| Massimo Oddo       | D     | 1           | 45       | 1    |        |
| Noah Okafor        | A     | 1           | 4        | 0    |        |
| Antonio Oliva      | D     | 1           | 1        | 0    |        |
| Mathias Olivera    | D     | 4 (in rosa) | 101      | 3    | •      |
| Renato Olive       | C     | 1           | 18       | 0    |        |
| Andrea Orlandini   | C     | 4           | 156      | 8    |        |
| Alberto Orlando    | A     | 3           | 74       | 14   |        |
| Victor Osimhen     | A     | 4           | 133      | 76   | •      |
| David Ospina       | P     | 4           | 103      | -96  |        |
| Adam Ounas         | A     | 3           | 62       | 7    |        |
| Leo Skiri Østigård | D     | 2           | 43       | 3    |        |

### P
| Nome                  | Ruolo | Stagioni    | Presenze | Reti | Trofei |
| --------------------- | ----- | ----------- | -------- | ---- | ------ |
| Michele Padovano      | A     | 1           | 31       | 7    |        |
| Paolo Paganini        | C     | 1           | 1        | 0    |        |
| Massimo Palanca       | A     | 2           | 50       | 2    |        |
| Silvano Palestini     | P     | 1           | 2        | -6   |        |
| Francesco Palo        | A     | 1           | 2        | 1    |        |
| Piero Pampaloni       | A     | 2           | 16       | 6    |        |
| Luigi Panarelli       | D     | 3           | 24       | 0    |        |
| Goran Pandev          | A     | 3           | 124      | 22   | •      |
| Dino Panzanato        | D     | 9           | 262      | 3    | CA     |
| Carlo Paoletti        | C     | 1           | 4        | 0    |        |
| Aldo Paone            | A     | 1           | 9        | 1    |        |
| Angelo Paradiso       | C     | 1           | 30       | 2    |        |
| Fausto Pari           | C     | 4           | 100      | 1    |        |
| Rubens Pasino         | C     | 2           | 42       | 1    |        |
| Ferdinando Pastore    | C     | 6           | 88       | 1    |        |
| Pietro Pastorino      | C     | 1           | 16       | 0    |        |
| Leonardo Pavoletti    | A     | 1           | 10       | 0    |        |
| Carlos Pavón          | A     | 2           | 14       | 0    |        |
| Michele Pazienza      | C     | 4           | 121      | 4    |        |
| Fabio Pecchia         | C     | 5           | 172      | 24   |        |
| Eraldo Pecci          | C     | 1           | 29       | 1    |        |
| Reynald Pedros        | C     | 1           | 4        | 0    |        |
| Claudio Pellegrini    | A     | 5           | 175      | 41   |        |
| Vittorio Pelvi        | P     | 3           | 37       | -119 |        |
| Domenico Penzo        | A     | 2           | 27       | 5    |        |
| Aldo Perani           | A     | 1           | 19       | 2    |        |
| Mario Perego          | D     | 1           | 36       | 4    |        |
| Gaetano Perfetto      | C     | 1           | 1        | 0    |        |
| Rosario Pergolizzi    | D     | 1           | 2        | 0    |        |
| Massimo Perna         | A     | 2           | 1        | 0    |        |
| Marko Perovic         | C     | 1           | 15       | 3    |        |
| Bruno Pesaola         | A     | 8           | 253      | 27   |        |
| Emanuele Pesaresi     | D     | 1           | 21       | 3    |        |
| Andrea Petagna        | A     | 2           | 68       | 9    |        |
| Piá                   | A     | 6           | 101      | 23   |        |
| Raffaele Pianese      | A     | 2           | 4        | 0    |        |
| Achille Piccini       | D     | 1           | 25       | 1    |        |
| Giuseppe Piccolo      | D     | 1           | 1        | 0    |        |
| Livio Pin             | C     | 2           | 58       | 7    |        |
| Mauro Pincelli        | C     | 2           | 3        | 0    |        |
| Mauricio Pineda       | D     | 1           | 22       | 0    |        |
| Silvano Pipan         | P     | 4           | 7        | -16  |        |
| Giuseppe Pirandello   | D     | 2           | 38       | 0    |        |
| Luigi Pisa            | D     | 1           | 1        | 0    |        |
| Pellegrino Piscitelli | P     | 2           | 2        | -2   |        |
| Gino Pivatelli        | A     | 1           | 22       | 3    |        |
| Fausto Pizzi          | C     | 1           | 33       | 3    |        |
| Vincenzo Platone      | C     | 3           | 2        | 0    |        |
| Dino Poggi            | C     | 3           | 5        | 0    |        |
| Luigi Pogliana        | D     | 10          | 263      | 8    |        |
| Roberto Policano      | D     | 5           | 113      | 15   |        |
| Matteo Politano       | A     | 7 (In rosa) | 233      | 34   | •      |
| Walter Pontel         | P     | 3           | 94       | -115 |        |
| Cosimo Portaluri      | D     | 1           | 2        | 0    |        |
| Daniele Portanova     | D     | 1           | 32       | 0    |        |
| Celso Posio           | D     | 7           | 208      | 12   |        |
| Guido Postiglione     | A     | 3           | 27       | 3    | CA     |
| Nicola Pozzi          | A     | 1           | 3        | 1    |        |
| Filippo Prato         | C     | 3           | 82       | 8    |        |
| Adelmo Prenna         | A     | 1           | 8        | 2    |        |
| Mario Pretto          | D     | 10          | 229      | 1    |        |
| Umberto Prisco        | A     | 1           | 4        | 0    |        |
| Igor Protti           | A     | 1           | 31       | 6    |        |
| William Prunier       | D     | 1           | 4        | 0    |        |
| Giancarlo Pulitelli   | A     | 1           | 2        | 1    |        |
| Luigi Punziano        | D     | 3           | 17       | 0    |        |
| Vittorio Pusceddu     | D     | 1           | 25       | 1    |        |
| Pietro Puzone         | C     | 5           | 9        | 0    |        |

### Q
| Nome                   | Ruolo | Stagioni | Presenze | Reti | Trofei |
| ---------------------- | ----- | -------- | -------- | ---- | ------ |
| Marco Quadrini         | D     | 3        | 14       | 0    |        |
| Fabio Quagliarella     | A     | 2        | 37       | 11   |        |
| Bartolo Qualano        | C     | 1        | 3        | 0    |        |
| Carlo Alberto Quario   | A     | 2        | 55       | 19   |        |
| Facundo Hernán Quiroga | D     | 1        | 28       | 0    |        |

### R
| Nome               | Ruolo | Stagioni    | Presenze | Reti | Trofei |
| ------------------ | ----- | ----------- | -------- | ---- | ------ |
| Josip Radošević    | C     | 3           | 10       | 0    | •      |
| Rafael Cabral      | P     | 5           | 45       | -50  | •      |
| Gennaro Rambone    | A     | 1           | 8        | 1    |        |
| Vittorio Ramello   | C     | 1           | 16       | 2    |        |
| Rosario Rampanti   | A     | 1           | 23       | 2    |        |
| Rocco Ranelli      | A     | 1           | 15       | 4    |        |
| Bruno Ranieri      | C     | 1           | 3        | 0    |        |
| Giacomo Raspadori  | A     | 3           | 109      | 18   | •      |
| Massimo Rastelli   | A     | 1           | 32       | 6    |        |
| Vasco Regini       | D     | 1           | 1        | 0    |        |
| Pepe Reina         | P     | 4           | 182      | -180 |        |
| Leandro Remondini  | C     | 1           | 28       | 5    |        |
| Olivier Renard     | P     | 1           | 2        | 0    |        |
| Alessandro Renica  | D     | 6           | 194      | 17   | •      |
| Maurizio Restelli  | C     | 1           | 29       | 0    |        |
| Anthony Réveillère | D     | 1           | 18       | 0    |        |
| Nicolás Riccardi   | D     | 1           | 53       | 0    |        |
| Angelo Rimbano     | D     | 1           | 28       | 0    |        |
| Leandro Rinaudo    | D     | 3           | 44       | 3    |        |
| Freddy Rincón      | C     | 1           | 27       | 7    |        |
| Carlo Ripari       | D     | 3           | 55       | 1    |        |
| Rosario Rivellino  | C     | 3           | 43       | 0    |        |
| Enrico Rivolta     | C     | 3           | 85       | 2    |        |
| Giuseppe Rizza     | C     | 1           | 6        | ?    |        |
| Ivan Rizzardi      | D     | 1           | 25       | 1    |        |
| Anselmo Robbiati   | A     | 1           | 20       | 2    |        |
| Nereo Rocco        | C     | 3           | 52       | 7    |        |
| Marko Rog          | C     | 3           | 67       | 2    |        |
| Adamo Roggia       | C     | 3           | 75       | 2    |        |
| Rolando            | D     | 1           | 7        | 0    |        |
| Italo Romagnoli    | A     | 3           | 65       | 9    |        |
| Giuseppe Romagnolo | A     | 2           | 2        | 0    |        |
| Francesco Romano   | C     | 3           | 65       | 5    | •      |
| Tommaso Romito     | D     | 1           | 29       | 0    |        |
| Pierluigi Ronzon   | D     | 6           | 227      | 15   | • CA   |
| Humberto Rosa      | C     | 2           | 44       | 4    |        |
| Antonio Rosati     | P     | 3           | 12       | -21  | •      |
| Luigi Rosellini    | A     | 2           | 49       | 18   |        |
| Mario Rosi         | C     | 4           | 149      | 3    |        |
| Enzo Rosignoli     | C     | 2           | 18       | 5    |        |
| Gino Rossetti      | C     | 4           | 125      | 29   |        |
| Fabio Rossitto     | C     | 2           | 53       | 2    |        |
| Alberto Rosso      | C     | 1           | 1        | 0    |        |
| Amir Rrahmani      | D     | 6 (In rosa) | 175      | 12   | •      |
| Mário Rui          | D     | 8           | 227      | 3    | •      |
| Fabián Ruiz        | C     | 4           | 166      | 22   |        |
| Víctor Ruiz        | D     | 1           | 7        | 0    |        |
| Erminio Rullo      | D     | 3           | 17       | 0    |        |
| Andrea Russotto    | C     | 1           | 15       | 0    |        |

### S
| Nome                     | Ruolo | Stagioni    | Presenze | Reti | Trofei |
| ------------------------ | ----- | ----------- | -------- | ---- | ------ |
| Abdelilah Saber          | D     | 3           | 49       | 0    |        |
| Osvaldo Sacchi           | A     | 1           | 12       | 0    |        |
| Claudio Sala             | A     | 1           | 23       | 2    |        |
| Igor' Šalimov            | C     | 1           | 19       | 2    |        |
| Attila Sallustro (I)     | A     | 11          | 266      | 108  |        |
| Oreste Sallustro (II)    | C     | 6           | 30       | 4    |        |
| Egidio Salvi             | A     | 1           | 16       | 0    |        |
| Gianni Marco Sansonetti  | P     | 2           | 3        | ?    |        |
| Fabiano Santacroce       | D     | 3           | 62       | 0    |        |
| Ferruccio Santamaria     | C     | 3           | 64       | 14   |        |
| Mario Santana            | A     | 1           | 11       | 0    |        |
| Juvenal Santillo         | D     | 1           | 2        | 0    |        |
| Mirko Savini             | D     | 4           | 72       | 0    |        |
| Alberto Savino           | D     | 2           | 21       | 1    |        |
| Gianluca Savoldi         | A     | 1           | 13       | 2    |        |
| Giuseppe Savoldi         | A     | 4           | 118      | 55   |        |
| Alessandro Sbrizzo       | D     | 6           | 13       | 0    |        |
| Vittorio Scacchetti      | D     | 2           | 20       | 0    |        |
| Cristiano Scapolo        | C     | 2           | 45       | 2    |        |
| Gennaro Scarlato         | D     | 4           | 71       | 3    |        |
| Roberto Scarnecchia      | C     | 1           | 15       | 0    |        |
| Gerardo Schettino        | A     | 1           | 2        | 1    |        |
| Gianfelice Schiavone     | D     | 3           | 59       | 0    |        |
| Stefan Schwoch           | A     | 2           | 66       | 32   |        |
| Manlio Scopigno          | D     | 2           | 7        | 1    |        |
| Simone Scuffet           | P     | 1           | 1        | -1   |        |
| Arnaldo Sentimenti       | P     | 11          | 227      | ?    |        |
| Luigi Sepe               | P     | 5           | 4        | -4   |        |
| Raffaele Sergio          | D     | 2           | 14       | 0    |        |
| David Sesa               | A     | 4           | 75       | 4    |        |
| Andrea Silenzi           | A     | 2           | 50       | 9    |        |
| Giovanni Simeone         | A     | 3           | 103      | 14   | •      |
| Luigi Simoni             | C     | 1           | 11       | 1    |        |
| Omar Sívori              | A     | 4           | 76       | 16   | CA     |
| Sean Sogliano            | D     | 1           | 6        | 0    |        |
| Luciano Sola             | C     | 2           | 25       | 0    | •      |
| Angelo Solbiati          | A     | 1           | 4        | 1    |        |
| Eto Soldani              | D     | 3           | 87       | 5    |        |
| Angelo Benedicto Sormani | A     | 2           | 69       | 12   |        |
| Roberto Sosa             | A     | 4           | 131      | 30   |        |
| José Ernesto Sosa        | C     | 1           | 31       | 1    |        |
| Angelo Spanio            | C     | 1           | 21       | 4    |        |
| Jone Spartano            | C     | 3           | 54       | 3    |        |
| Walter Speggiorin        | A     | 3           | 79       | 13   |        |
| Giannantonio Sperotto    | A     | 1           | 14       | 3    |        |
| Leonardo Spinazzola      | D     | 2 (In rosa) | 30       | 1    |        |
| Guillermo Stábile        | A     | 1           | 20       | 3    |        |
| Francesco Stanzione      | D     | 2           | 28       | 0    |        |
| Roberto Stellone         | A     | 4           | 102      | 33   |        |
| Guglielmo Stendardo      | D     | 1           | 1        | 0    |        |
| Mariano Stendardo        | D     | 2           | 9        | 0    |        |
| Amedeo Stenti            | D     | 4           | 52       | 0    | CA     |
| Damir Stojak             | A     | 2           | 14       | 2    |        |
| Marco Storari            | P     | 1           | 4        | -6   |        |
| Ivan Strinić             | D     | 3           | 39       | 0    |        |
| Ivo Šuprina              | A     | 3           | 54       | 22   |        |

### T
| Nome                  | Ruolo | Stagioni | Presenze | Reti | Trofei |
| --------------------- | ----- | -------- | -------- | ---- | ------ |
| Juan Carlos Tacchi    | A     | 6        | 127      | 19   | • CA   |
| Mirko Taccola         | D     | 2        | 7        | 0    |        |
| Giuseppe Taglialatela | P     | 9        | 177      | -231 |        |
| Corrado Tamietti      | D     | 2        | 18       | 0    |        |
| Mariano Tansini       | A     | 2        | 54       | 11   |        |
| Massimo Tarantino     | D     | 6        | 100      | 0    |        |
| Giacomo Tedesco       | C     | 1        | 14       | 0    |        |
| Claudio Terzi         | D     | 1        | 15       | 1    |        |
| Attilio Tesser        | D     | 2        | 37       | 2    |        |
| Jonas Thern           | C     | 2        | 48       | 1    |        |
| Renato Tiriticco      | D     | 1        | 5        | 0    |        |
| Paolo Todeschini      | C     | 3        | 94       | 14   |        |
| Toledo                | A     | 1        | 11       | 1    |        |
| Ugo Tomeazzi          | C     | 2        | 28       | 0    |        |
| Lorenzo Tonelli       | D     | 2        | 9        | 3    |        |
| Oreste Tosini         | C     | 1        | 18       | 5    |        |
| Vittorio Tosto        | D     | 1        | 38       | 5    |        |
| Hamed Traorè          | C     | 1        | 11       | 0    |        |
| Armando Tre Re        | D     | 2        | 66       | 0    |        |
| Marcello Trevisan     | P     | 3        | 7        | -7   |        |
| Silverio Tricoli      | C     | 8        | 81       | 0    |        |
| Gianluca Triuzzi      | A     | 1        | 4        | 1    |        |
| Emanuele Troise       | D     | 5        | 78       | 1    |        |
| Gaetano Troja         | C     | 1        | 4        | 0    |        |
| Ivano Trotta          | C     | 1        | 42       | 3    |        |
| Egidio Turchi         | D     | 1        | 10       | 0    |        |
| Francesco Turrini     | C     | 4        | 126      | 20   |        |
| Axel Tuanzebe         | D     | 1        | 2        | 0    |        |

### U
| Nome            | Ruolo | Stagioni | Presenze | Reti | Trofei |
| --------------- | ----- | -------- | -------- | ---- | ------ |
| Nerio Ulivieri  | C     | 1        | 1        | 0    |        |
| Gaspare Umile   | A     | 3        | 23       | 3    |        |
| Ulisse Uslenghi | C     | 1        | 21       | 0    |        |
| Bruno Uvini     | D     | 2        | 2        | 0    |        |

### V
| Nome                    | Ruolo | Stagioni | Presenze | Reti | Trofei |
| ----------------------- | ----- | -------- | -------- | ---- | ------ |
| Claudio Vagheggi        | A     | 1        | 15       | 0    |        |
| Mirko Valdifiori        | C     | 2        | 16       | 0    |        |
| Archimede Valeriani     | P     | 1        | 23       | -32  |        |
| Pellegrino Valente      | C     | 2        | 34       | 2    |        |
| Eduardo Vargas          | A     | 2        | 28       | 3    |        |
| Massimiliano Varricchio | A     | 1        | 17       | 4    |        |
| Giovanni Vavassori      | D     | 5        | 94       | 1    | •      |
| Giovanni Venditto       | C     | 10       | 174      | 34   |        |
| Ezio Vendrame           | A     | 1        | 3        | 0    |        |
| Giorgio Venturin        | C     | 1        | 31       | 0    |        |
| Simone Verdi            | A     | 1        | 24       | 4    |        |
| Andrea Verrina          | C     | 6        | 144      | 18   |        |
| Giacomo Vianello        | D     | 3        | 22       | 0    |        |
| Vinicio Viani           | A     | 1        | 32       | 17   |        |
| José Luís Vidigal       | C     | 4        | 86       | 8    |        |
| Massimiliano Vieri      | A     | 1        | 29       | 5    |        |
| Matteo Villa            | D     | 2        | 30       | 2    |        |
| Claudio Vinazzani       | C     | 7        | 188      | 4    |        |
| Giovanni Vincenzi       | D     | 6        | 169      | 0    |        |
| Luís Vinício            | A     | 5        | 152      | 70   |        |
| Jenő Vinyei             | D     | 4        | 114      | 5    |        |
| Umberto Visentin        | A     | 2        | 27       | 2    |        |
| Luigi Vitale            | C     | 4        | 42       | 4    |        |
| Alessandro Vitali       | C     | 2        | 31       | 5    |        |
| Giancarlo Vitali        | A     | 5        | 136      | 41   |        |
| Antonio Vojak           | A     | 6        | 190      | 103  |        |
| Oliviero Vojak          | A     | 1        | 15       | 5    |        |
| Carlos Volante          | C     | 1        | 25       | 0    |        |
| Giuseppe Volpecina      | D     | 2        | 28       | 2    | •      |
| Luigi Vultaggio         | D     | 2        | 47       | 0    |        |

### Y
| Nome         | Ruolo | Stagioni | Presenze | Reti | Trofei |
| ------------ | ----- | -------- | -------- | ---- | ------ |
| Hassan Yebda | C     | 1        | 39       | 1    |        |
| Amin Younes  | A     | 2        | 27       | 4    |        |

### Z
| Nome               | Ruolo | Stagioni    | Presenze | Reti | Trofei |
| ------------------ | ----- | ----------- | -------- | ---- | ------ |
| Marcelo Zalayeta   | A     | 2           | 56       | 12   |        |
| Marco Zamboni      | D     | 2           | 42       | 3    |        |
| Nicola Zanini      | A     | 1           | 37       | 5    |        |
| Mario Zanni        | D     | 6           | 9        | 1    |        |
| Federico Zanolla   | A     | 2           | 1        | 0    |        |
| Alessandro Zanoli  | D     | 3 (In rosa) | 22       | 0    |        |
| Duván Zapata       | A     | 2           | 53       | 15   | •      |
| Karim Zedadka      | D     | 1           | 3        | 0    |        |
| Alessio Zerbin     | A     | 3           | 27       | 2    |        |
| Piotr Zieliński    | C     | 8           | 364      | 51   | •      |
| Paolo Ziliani      | D     | 1           | 2        | 0    |        |
| Biagio Zoccola     | C     | 3           | 49       | 2    |        |
| Dino Zoff          | P     | 5           | 190      | -166 |        |
| Gianfranco Zola    | A     | 4           | 136      | 36   | •      |
| Athos Zontini      | D     | 4           | 5        | 0    |        |
| Juan Camilo Zúñiga | D     | 7           | 162      | 4    | •      |
| Mario Zurlini      | D     | 10          | 254      | 4    | CA     |

## 0Note
1. ↑  Varriale, p. 21.
2. ↑  Varriale, p. 22.
3. ↑  Tramontano, pp. 97-98, 102, 107.
4. ↑  Varriale, pp. 205-207.
5. ↑  Varriale, p. 140.
6. ↑   I capitani partenopei nella storia del Napoli, su ilnapolionline.com, 30 gennaio 2014. URL consultato il 22 febbraio 2014 (archiviato dall'url originale il 28 maggio 2014).
7. ↑  Carratelli,  p. 34.
8. ↑  Mariconda, p. 10.
9. ↑   Repubblica edizione di Napoli, su static.repubblica.it. URL consultato il 19 febbraio 2016 (archiviato dall'url originale il 3 settembre 2010).
10. ↑  La storia siete voi: il Gatto Bugatti ed il Flu Game - Tutto Napoli
11. ↑   Amarcord Panzanato: "Quella volta che diedi due pugni a uno juventino..." - Tutto Napoli, su tuttonapoli.net. URL consultato il 19 febbraio 2016 (archiviato dall'url originale il 2 marzo 2016).
12. ↑  Canottieri | Retenews24 Archiviato il 2 ottobre 2015 in Internet Archive.
13. ↑   Redazione IamNaples.it, Juliano, i 70 anni del capitano: "Una vita per il Napoli e il Sud", su iamnaples.it, Francesco Cortese - Andrea Bozzo, 24 dicembre 2012. URL consultato il 28 gennaio 2016.
14. ↑  Giuseppe Bruscolotti: IL CAPITANO - Tutto Napoli
15. ↑  Claudio Vinazzani, "L'Andreotti Del Napoli"
16. ↑  Profili azzurri: Claudio Vinazzani
17. ↑  L'altro calcio. Storie di football e politica: Sotto due bandiere: Claudio Vinazzani
18. ↑  Bruscolotti, capitano mio capitano
19. ↑   Ferrara: "Si trovi l'accordo, Paolo continui a fare il capitano" - Tutto Napoli, su tuttonapoli.net. URL consultato il 19 febbraio 2016 (archiviato dall'url originale il 2 marzo 2016).
20. ↑  AZZURRI PER SEMPRE – UN PICCOLO GRANDE CAPITANO AZZURRO: ROBERTO BORDIN pianetazzurro.it
21. ↑  La Provincia, 27 luglio 1997, pagina 35
22. ↑  Taglialatela nuovo allenatore dell'Ischia
23. ↑  Baldini: "Un onore esser stato capitano di Napoli e Genoa. A Cannavaro dico di star tranquillo" - Napoli - TMW
24. ↑  Magoni: "L'ambiente del Napoli deve avere pazienza" - Napoli - TMW
25. ↑  Stellone è il nuovo capitano del Napoli - Tutto Napoli
26. ↑  Marcolin nuovo capitano, Dionigi vice - Tutto Napoli
27. ↑  Scarlato Capitano del Napoli - Tutto Napoli
28. ↑  Scarlato:"Sono fiero di essere il capitano del Napoli" - Tutto Napoli
29. ↑   Fu il primo acquisto del Napoli di De La: adesso Montervino rischia di infangare una carriera - Tutto Napoli, su tuttonapoli.net. URL consultato il 19 febbraio 2016 (archiviato dall'url originale il 2 marzo 2016).
30. ↑  Iezzo: "Stagione appena sufficiente. È Mertens la vera sorpresa di questo Napoli" - Napoli - TMW
31. ↑  Cannavaro, l'addio dopo il lungo esilio L'ex capitano al Sassuolo|Il tuo saluto
32. ↑   Hamsik: Orgoglioso Di Essere Il Capitano Del Napoli - Legaseriea.It, su legaseriea.it. URL consultato il 19 febbraio 2016 (archiviato dall'url originale il 26 aprile 2015).
33. ↑  Varriale, p. 207.
34. ↑   Maradona, il Napoli ritira il numero 10, su ricerca.repubblica.it, Repubblica.it, 25 agosto 2000. URL consultato il 29 gennaio 2010.
35. ↑   Sosa, sono lacrime di festa, su ricerca.repubblica.it, Repubblica.it, 11 maggio 2008. URL consultato il 29 gennaio 2010.
36. ↑   Napoli Player Statistics, su ClubAngloNapulitano. URL consultato il agosto 2007 (archiviato dall'url originale il 31 dicembre 2016).
37. ↑  https://www.10maggio87.it/Statistiche/Napoli/Storia/2/Classifica-Presenze/
38. 1 2 3 4   Carlo Buscaglia, su napolistat.it. URL consultato il 17 settembre 2015.
39. 1 2 3 4 5   Attila Sallustro, su napolistat.it. URL consultato il 17 gennaio 2013.
40. ↑   Mario Zurlini, su napolistat.it. URL consultato il 17 gennaio 2013.
41. ↑   Antonio Girardo, su napolistat.it. URL consultato il 18 gennaio 2015.
42. ↑  https://www.10maggio87.it/Statistiche/Napoli/Storia/1/Classifica-Marcatori/
43. 1 2 3  Sono riconosciute come competizioni UEFA la Coppa dei Campioni/Champions League, la Coppa UEFA/Europa League, la Coppa delle Coppe (torneo soppresso nel 1999), la Coppa Intertoto (torneo soppresso nel 2008) e la Supercoppa Europea.
44. ↑   Elenco calciatori (UEFA), su napolistat.it. URL consultato il 18 settembre 2015.
45. 1 2   Elenco marcatori (UEFA), su napolistat.it. URL consultato il 18 settembre 2015.
46. 1 2  A differenza della fonte riportata, la UEFA riconosce a Careca 8 gol nelle competizioni UEFA. Cfr. Careca[collegamento interrotto], UEFA.com
47. ↑   Elenco calciatori all-time, su napolistat.it. URL consultato il 18 settembre 2015.
48. ↑   Higuain, record di gol: sono 36, superato Nordahl, in La Gazzetta dello Sport, 14 maggio 2016.
49. ↑  Considerando, invece, tutti i campionati italiani di primo livello, il record è condiviso con Gino Rossetti, autore del medesimo numero di reti nel campionato di Divisione Nazionale 1928-29. (EN) Mark Doyle, From lazy to lethal: How Sarri turned Higuain into Serie A's most prolific striker ever, su goal.com, 14 maggio 2016.
50. ↑  Calcio-seriea.net - Scheda giocatore - Franzese Diego
51. ↑  Questa statistica mostra in dettaglio i più giovani marcatori del club SSC Napoli. Elenco ordinato per età al giorno del gol.
52. ↑  Questa statistica mostra in dettaglio i più anziani marcatori del club SSC Napoli. Elenco ordinato per età al giorno del gol.
53. ↑   Giampaolo Materazzo e Dario Sarnataro, 1001 storie e curiosità sul grande Napoli che dovresti conoscere, Newton Compton Editori, 31 ottobre 2013, ISBN 978-88-541-5973-0. URL consultato il 1º agosto 2020.
54. ↑   Giampaolo Materazzo e Dario Sarnataro, 1001 storie e curiosità sul grande Napoli che dovresti conoscere, Newton Compton Editori, 31 ottobre 2013, ISBN 978-88-541-5973-0. URL consultato il 1º agosto 2020.
55. ↑   Giampaolo Materazzo e Dario Sarnataro, 1001 storie e curiosità sul grande Napoli che dovresti conoscere, Newton Compton Editori, 31 ottobre 2013, ISBN 978-88-541-5973-0. URL consultato il 1º agosto 2020.
56. ↑   Serie A» Statistiche» Più gol segnati da un giocatore in una partita, su calcio.com. URL consultato il 15 aprile 2021 (archiviato dall'url originale il 5 agosto 2014).
57. ↑  (EN) Premio "Guerin d'oro", su rsssf.com, The Record Sport Soccer Statistics Foundation. URL consultato il 4 gennaio 2009.
58. ↑   Most Valuable Players Serie A TIM | Lega Serie A, su www.legaseriea.it. URL consultato il 31 marzo 2021.
59. ↑  A Lobotka il premio “Calciatore Slovacco 2023”, in passato era stato Hamsik ilnapolionline.com
60. ↑   UEFA.com, Ronaldo candidato al Pallone d'Oro, ma testa alla Juve, su UEFA.com, 21 ottobre 2019. URL consultato il 25 novembre 2019.
61. ↑  (EN) CAF-Confedération Africaine du Football, List of Nominees for CAF Awards 2019 announced, su CAFOnline.com. URL consultato il 25 novembre 2019.
62. ↑  (EN) UEFA.com, Official Under-21 Team of the Tournament, su UEFA.com, 1º luglio 2019. URL consultato il 1º novembre 2020.
63. ↑  (EN) UEFA.com, Champions League breakthrough team of 2019, su UEFA.com, 30 dicembre 2019. URL consultato il 1º novembre 2020.
64. ↑  (EN) IFFHS World's best Player of the Century, su iffhs.de, International Federation of Football History & Statistics. URL consultato il 14 gennaio 2009 (archiviato dall'url originale il 1º febbraio 2012).
65. ↑  Classifica dei 100 migliori calciatori europei del XX secolo (en. IFFHS Europe's best Player of the Century) stilata nel 2000 dall'Istituto Internazionale di Storia e Statistica del Calcio, organizzazione riconosciuta dalla FIFA, cfr. (EN) IFFHS Europe's best Player of the Century, su iffhs.de, International Federation of Football History & Statistics. URL consultato il 14 gennaio 2009.
66. ↑  Classifica dei 100 migliori calciatori sudamericani del XX secolo (en. IFFHS South America's best Player of the Century) stilata nel 2000 dall'Istituto Internazionale di Storia e Statistica del Calcio, cfr. (EN) IFFHS South America's best Player of the Century, su iffhs.de, International Federation of Football History & Statistics. URL consultato il 14 gennaio 2009.
67. ↑  Classifica dei 50 migliori portieri del XX secolo (en. IFFHS World's best Goalkeeper of the Century) stilata nel 2000 dall'Istituto Internazionale di Storia e Statistica del Calcio, cfr. (EN) IFFHS World's best Goalkeeper of the Century, su iffhs.de, International Federation of Football History & Statistics. URL consultato il 14 gennaio 2009.
68. ↑  Classifica dei 50 migliori portieri europei del XX secolo (en. IFFHS Europe's best Goalkeeper of the Century) stilata nel 2000 dall'Istituto Internazionale di Storia e Statistica del Calcio, cfr. (EN) IFFHS Europe's best Goalkeeper of the Century, su iffhs.de, International Federation of Football History & Statistics. URL consultato il 14 gennaio 2009.
69. ↑   The Hall of Fame. La FIGC inaugura la galleria dei campioni del calcio italiano, in Rai Sport, 17 gennaio 2001. URL consultato il 14 gennaio 2011 (archiviato dall'url originale il 4 marzo 2016).
70. ↑   Marco Viani, Hall of Fame, i magnifici della storia del calcio (PDF), in Notiziario del Settore Tecnico, n. 1, Firenze, Federazione Italiana Giuoco Calcio, gennaio/febbraio 2001,  p. 48.
71. ↑   Lunedì 5 dicembre la consegna dei premi "Hall of Fame" del calcio italiano, in Federazione Italiana Giuoco Calcio, 25 novembre 2011. URL consultato il 28 novembre 2011 (archiviato dall'url originale il 2 dicembre 2011).
72. ↑   Il Presidente UEFA nella Hall of Fame italiana, in Union des Associations Européennes de Football, 6 dicembre 2011. URL consultato il 14 gennaio 2012.
73. ↑  (EN) About IFHOC, in The International Football Hall of Champions. URL consultato il 14 gennaio 2011 (archiviato dall'url originale il 14 febbraio 2008).
74. ↑  (EN) Ronaldo retains the crown, in Fédération Internationale de Football Association. URL consultato il 14 gennaio 2012 (archiviato dall'url originale il 12 gennaio 2012).
75. ↑  (EN) Induction Ceremonies, in The International Football Hall of Champions. URL consultato il 14 gennaio 2011 (archiviato dall'url originale il 22 gennaio 2012).
76. ↑  (EN) The Inductees, in The International Football Hall of Champions. URL consultato il 14 gennaio 2011 (archiviato dall'url originale il 18 luglio 2011).
77. ↑  (EN) Inductees: Players, in The International Football Hall of Champions. URL consultato il 14 gennaio 2011 (archiviato dall'url originale il 25 settembre 2014).
78. ↑  (EN) Golden Players take centre stage, su UEFA.com.
79. ↑   (PDF) (EN) UEFA 50 Years (PDF), in Union des Associations Européennes de Football, 2003,  p. 19. URL consultato il 18 gennaio 2012.
80. ↑  Statistiche aggiornate al 25 maggio 2019
81. ↑  Calciatori